# Heiliges Grab (Nachbildung)

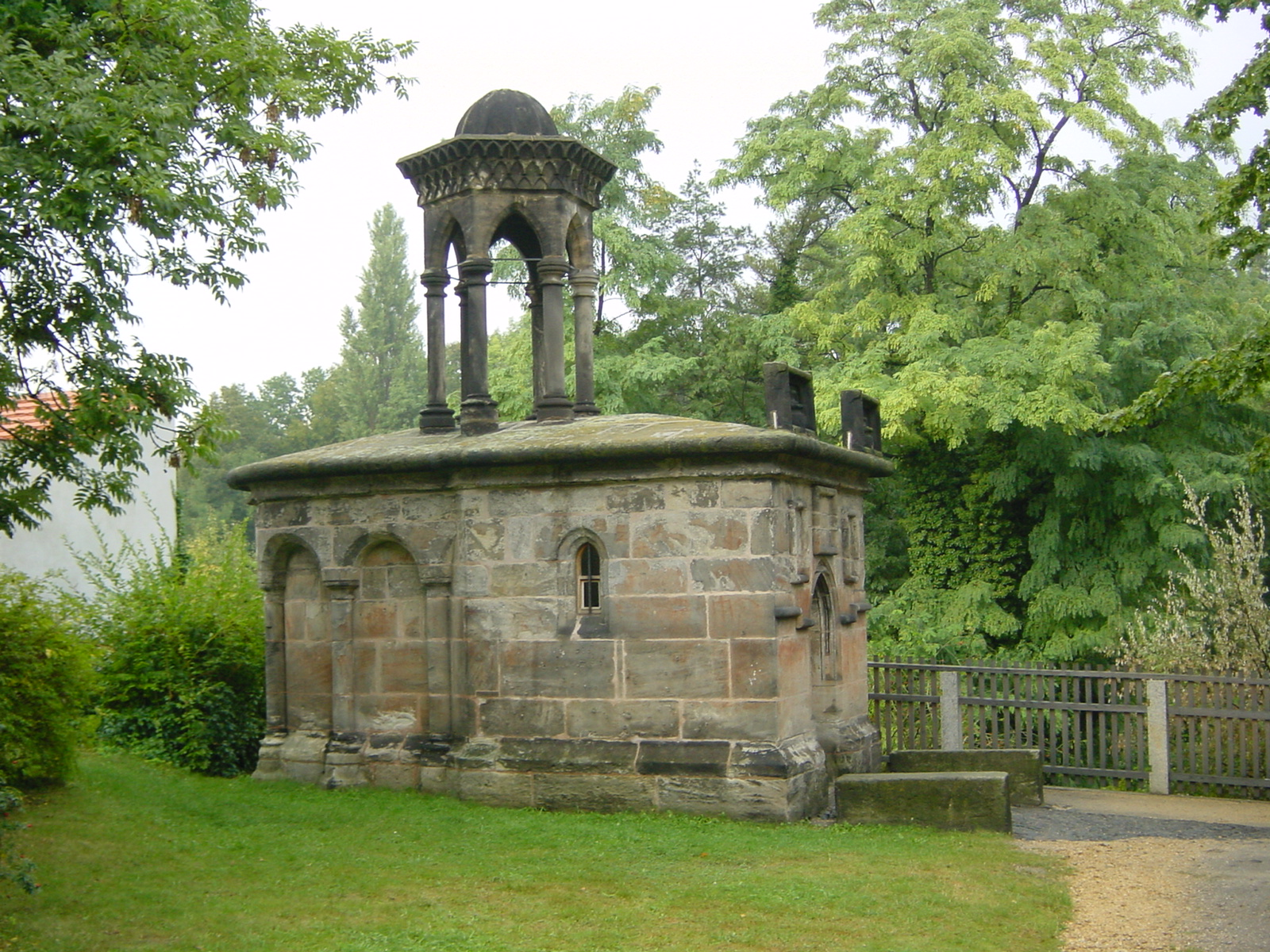
Heiliges Grab in Görlitz, fertiggestellt 1504

Als Heiliges Grab (lateinisch Sepulcrum Domini ‚Grab des Herrn‘) werden Kenotaphe Jesu Christi bezeichnet.

## Typologie
Mit dem Begriff Heiliges Grab werden in der Kunstgeschichte sowohl bauliche Nachahmungen der Rotunde im Zentrum der Grabeskirche in Jerusalem benannt, als auch architektonisch reduzierte Anlagen mit figürlichen Szenerien. Oft sind sie Erinnerungsmale oder Votivmonumente zurückgekehrter Jerusalempilger und/oder enthielten mitgebrachte Reliquien aus jener Stadt. Sowohl der architektonische Typus wie auch die figürlichen Anlagen stehen oft im Zusammenhang mit den Grablegen von Stiftern. Der Begriff Heiliges Grab bzw. sepulcrum Domini wird auch für temporäre Grabbauten im Rahmen der Osterliturgie verwendet.
Die Heilig-Grab-Bauten können (inzwischen) völlig bildlos sein (Heiliges Grab in Görlitz), dem Vorbild recht eng oder auch nur in einzelnen Motiven (Rundbau, Maße, Stützenzahl) folgen, freistehend auf den Kirchhof gesetzt (Michaelskirche in Fulda) oder in einen Kirchenbau eingestellt (Mauritiusrotunde in Konstanz) sein. Die reduzierten Anlagen, oft in Form von Wandnischen im Kircheninneren, enthalten in der Regel lebensgroße Figurengruppen. Solche Ensembles wurden im Mittelalter einbezogen in liturgische Osterspiele. Der Leichnam Christi ist manchmal herausnehmbar oder als flaches Relief leicht abzudecken. So konnte im Rahmen der Osterliturgie zunächst die Grablegung mit dem Leib Christi visualisiert werden, später dann (mit entnommenem oder abgedecktem Leichnam) die Auferstehung mit dem leeren Grab. Die Beliebtheit dieser Aufführungen und Darstellungen im 14. und 15. Jahrhundert beruht auf der Zunahme des eucharistischen Kultes in der Blütezeit der Mystik. Bei den figürlichen Darstellungen ist häufig belegt, dass eine verschließbare Vertiefung im Brustkorb des Christuskörpers zur Aufbewahrung von konsekrierten Hostien diente. Analog dazu wurden auch Sakramentshäuschen, in denen das Allerheiligste am Gründonnerstag „beigesetzt“ wurde, mit Darstellungen des Christusgrabes versehen. Im Barock kam daneben noch das Kulissenheiliggrab, eine den gesamten Altarraum umfassende Kulisse, zur Anwendung.
Heiliggrab-Monumente versammeln nicht selten alle Figuren der biblischen Erzählung von der Grablegung bis zum Besuch der drei Frauen am leeren Grabe nach der Auferstehung (Freiburger Münster). Andere Darstellungen sind ikonografisch eindeutiger:
Das älteste Bildmuster ist der Visitatio-Typus, der die Begegnung der Frauen mit dem Engel am leeren Ostergrab darstellt. Diese Szene ist seit der Spätantike verbreitet und stand bis ins hohe Mittelalter sinnbildlich für das Ostergeschehen, bevor der Auferstandene selbst in den Mittelpunkt der Darstellung rückte. Neben den Frauen und dem Engel gehören zur Ikonographie dieser Szene meist auch noch die schlafenden Wächter am Grab. Der jüngere Darstellungstyp ist der Depositio-Typus, der die Grablegung Christi als Abschluss des Passionszyklus darstellt und dessen Figurenprogramm neben dem Leichnam Christi nur die Assistenzfiguren der Grablegung, nicht aber Engel oder Wächter beinhaltet. Der Terminus Heiliges Grab wird bei beiden jedoch nur gebraucht, wenn es sich um dreidimensionale Darstellungen mit einer mehr oder weniger architektonischen Fassung handelt.

## Beispiele nach Epochen

### Antike

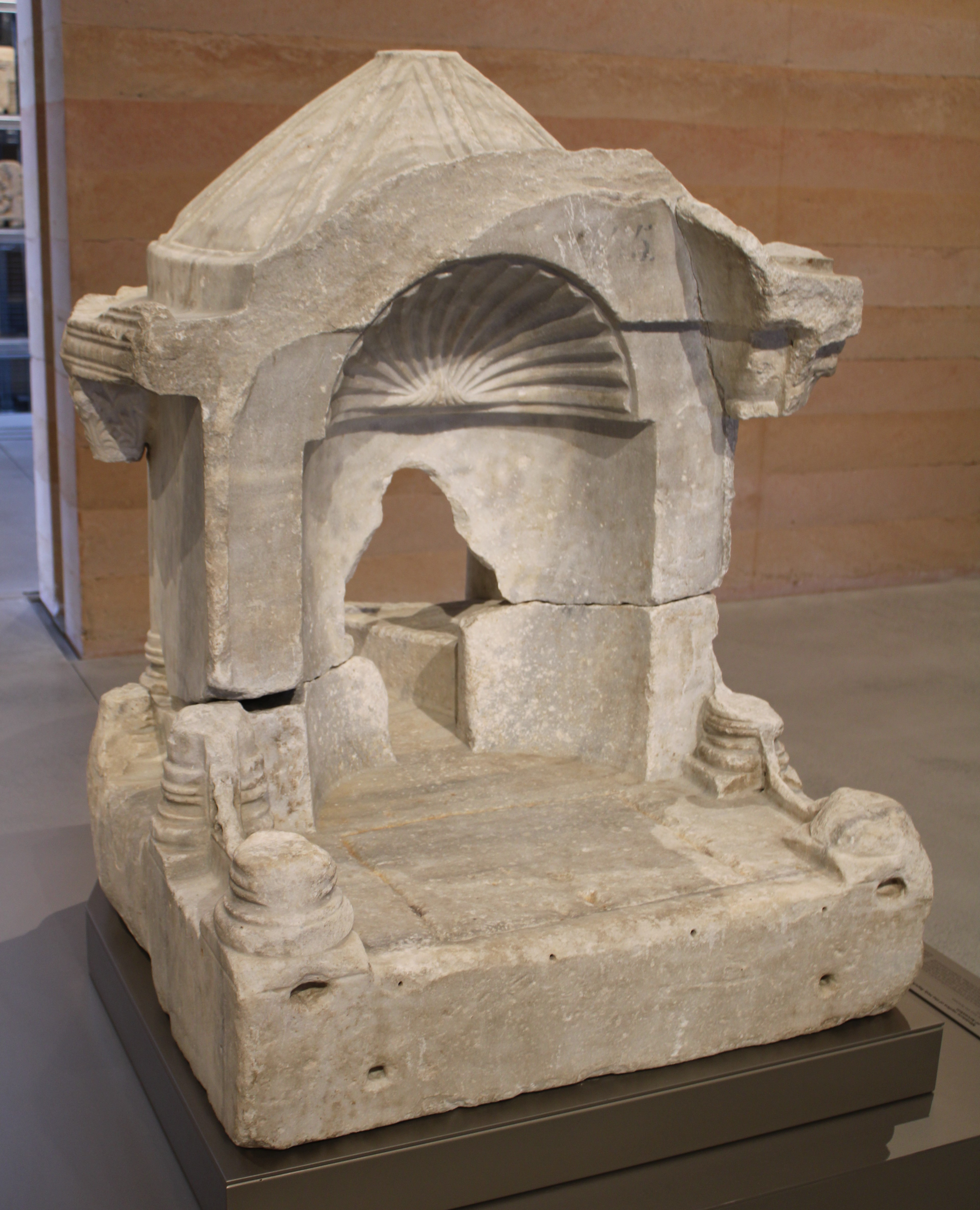
Sepulcrum Domini aus Narbonne, 5. Jh.

- Narbonne: Eine Nachbildung aus Marmor aus den Pyrenäen wurde 1639 in Narbonne wiederentdeckt. Sie wird auf das 5. Jahrhundert datiert und ist im Museum Narbo Via ausgestellt. Narbonne war eine Hafenstadt, in der Jerusalem-Pilger einschiffen konnten. Die Arbeit mit byzantinischem Einfluss wird als im Westen einmalig angesehen.[6]

### Romanik

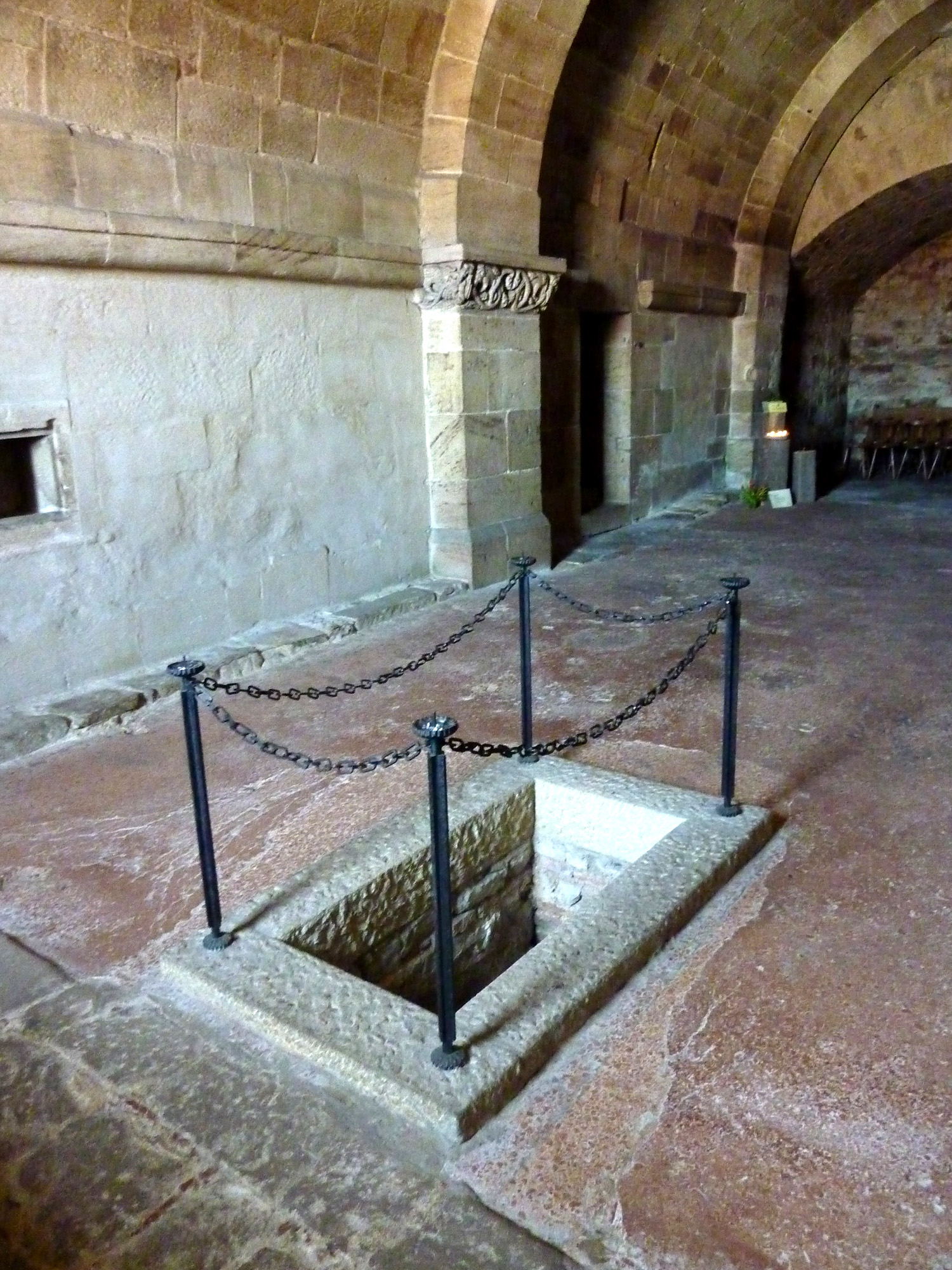
Denkendorf – Nachbildung Heiliges Grab
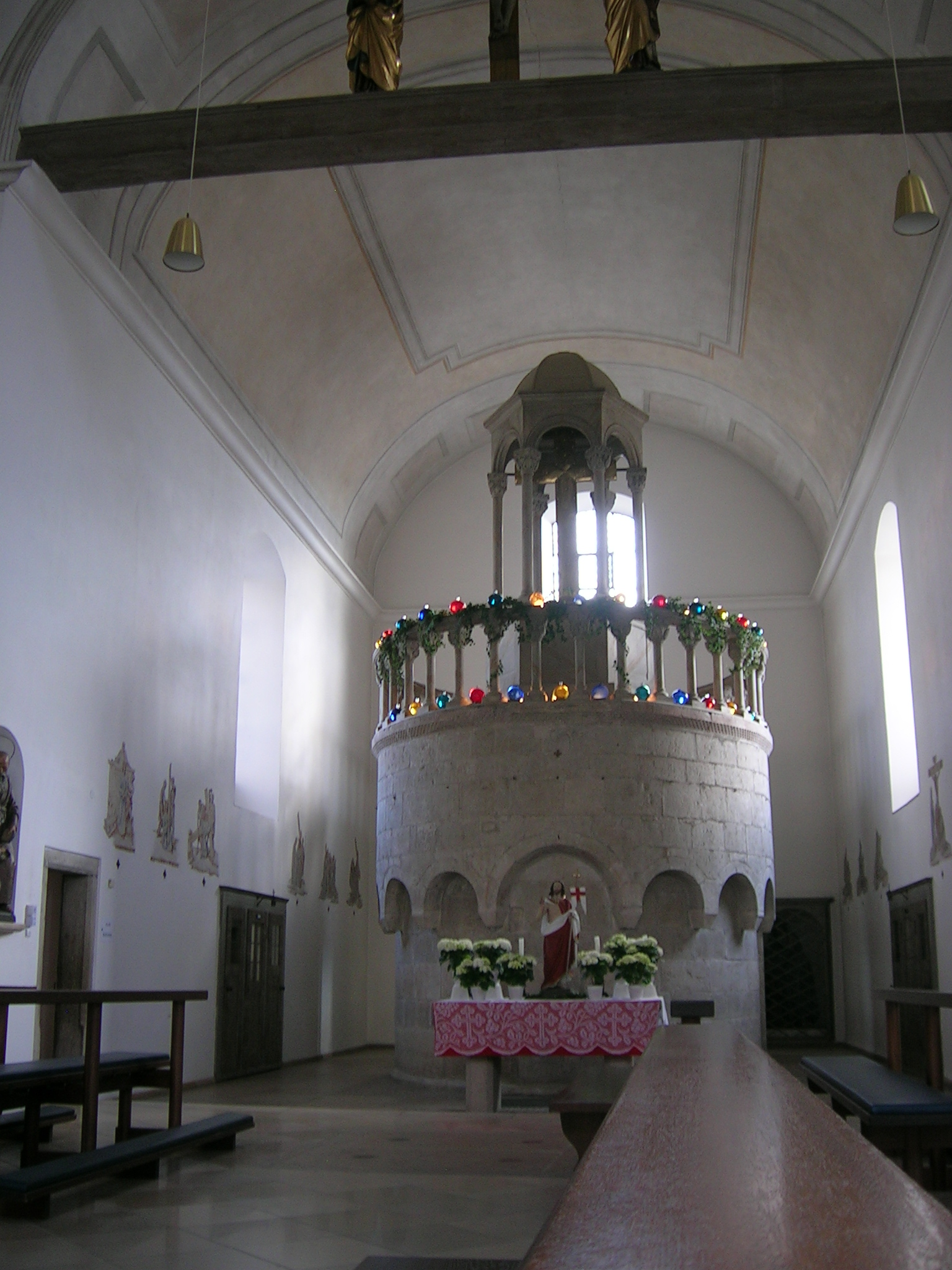
Kapuzinerkirche Eichstätt – Heiliges Grab
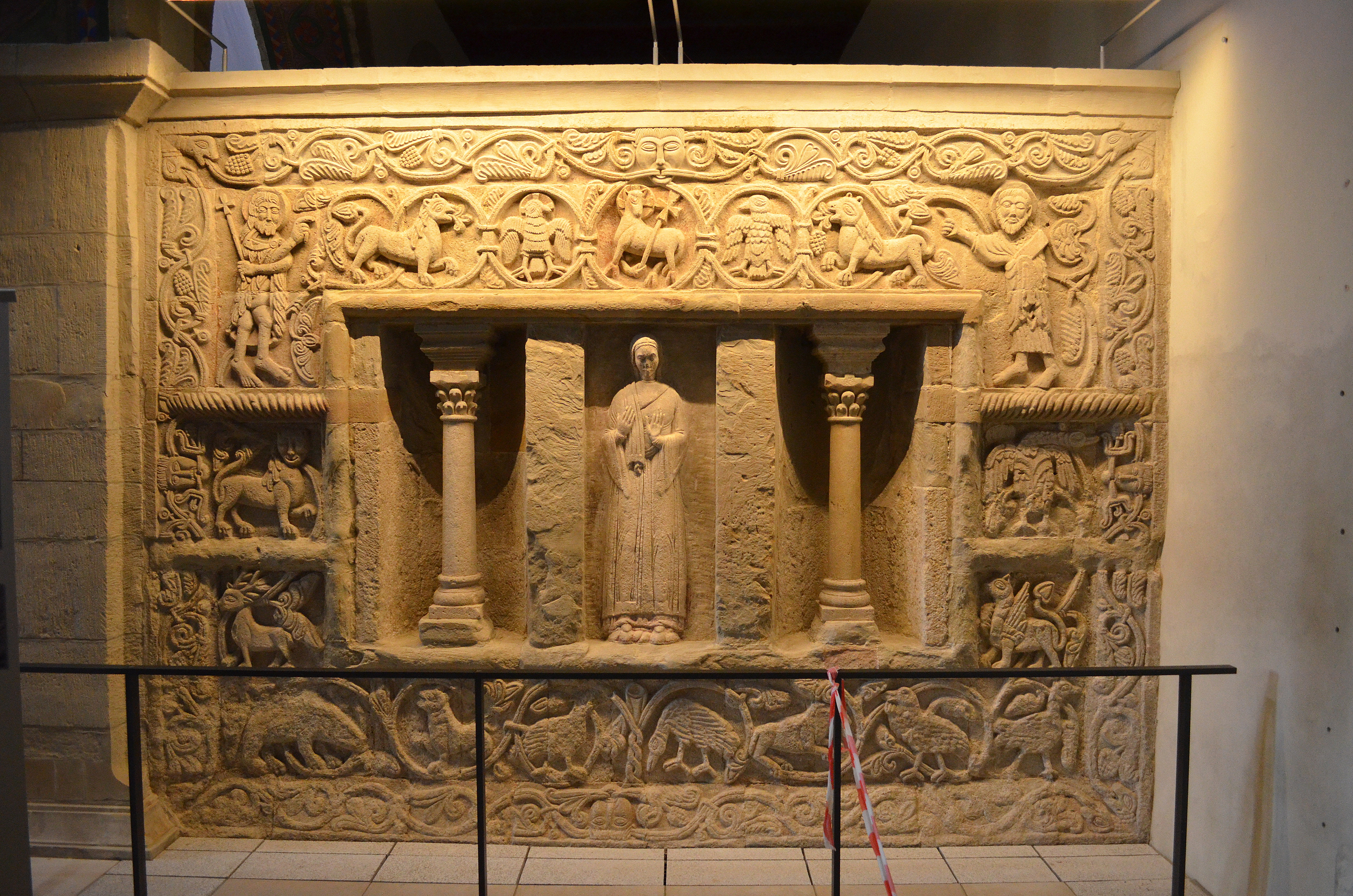
Heiliges Grab (Gernrode), um 1100

- Denkendorf (Württemberg): Eine Nachbildung des leeren Heiligen Grabes aus der Romanik befindet sich in der Krypta des Klosters Denkendorf in Baden-Württemberg.
- Eichstätt: Das Heilige Grab in der aus dem 17. Jahrhundert stammenden Kapuzinerkirche zum Heiligen Kreuz und zum Heiligen Grab ist eine um 1166 entstandene romanische Anlage, die im Zusammenhang mit dem Schottenkloster Eichstätt errichtet und mit einer 1194 geweihten Rundkirche überbaut wurde, die nicht mehr erhalten ist.
- Gernrode: In der Stiftskirche St. Cyriakus (Gernrode) (Anhalt) befindet sich eines der ältesten Heiligen Gräber in Deutschland (Das heilige Grab in Gernrode). Es wird um 1100 datiert. Das im südlichen Seitenschiff befindliche Monument besteht aus zwei Kammern. Die Stuckwandfriese stellen Begegnungen mit dem auferstandenen Christus, also Ostergeschichten, dar. 2012 wurde das restaurierte Grab der Öffentlichkeit wieder vorgestellt.[7] 1972 wurde die Liturgie des damit verbundenen österlichen Grabritus wieder aufgefunden und wird heute wieder aufgeführt.

### Gotik

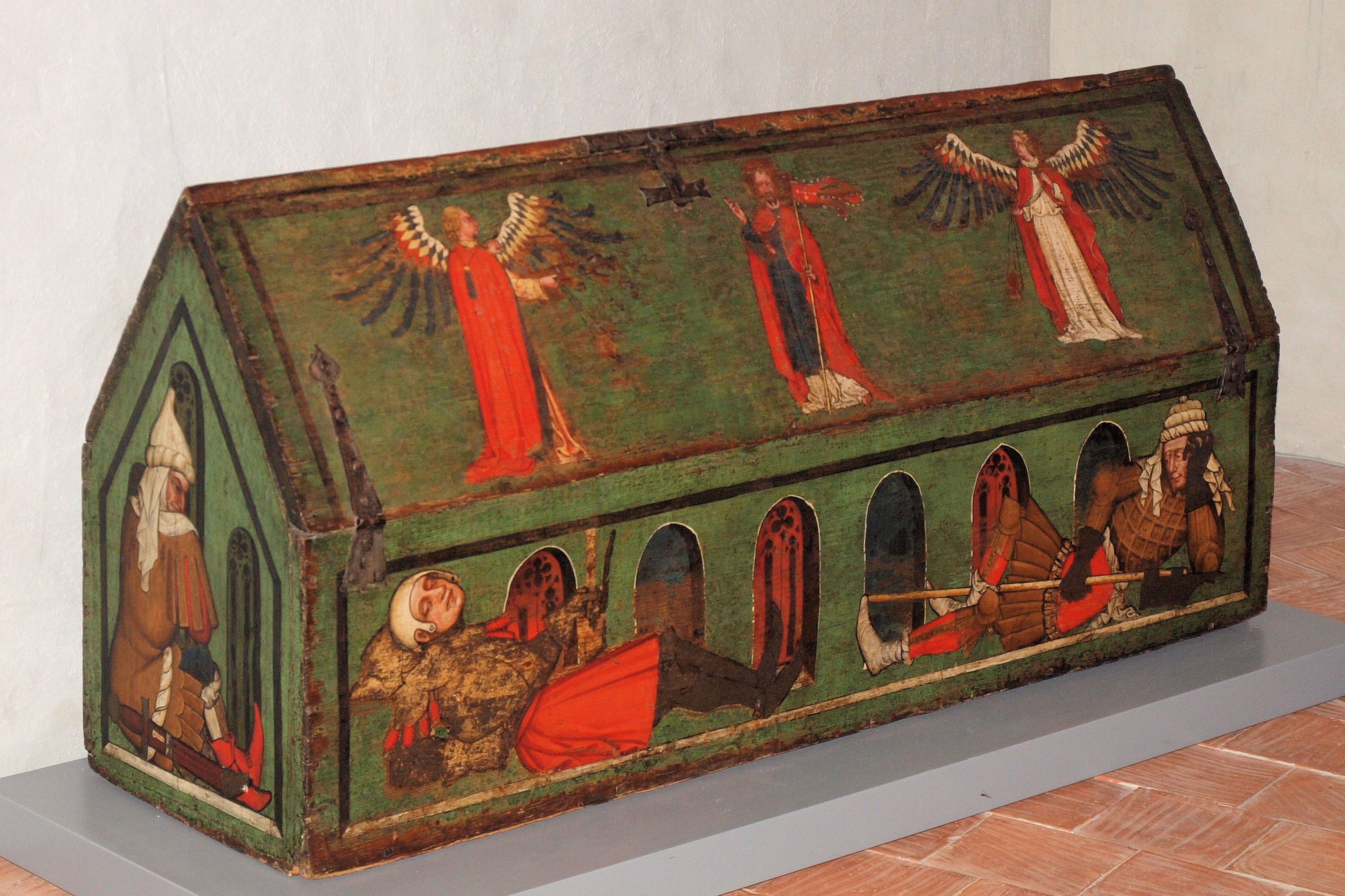
Heiligengrabtruhe aus Baar
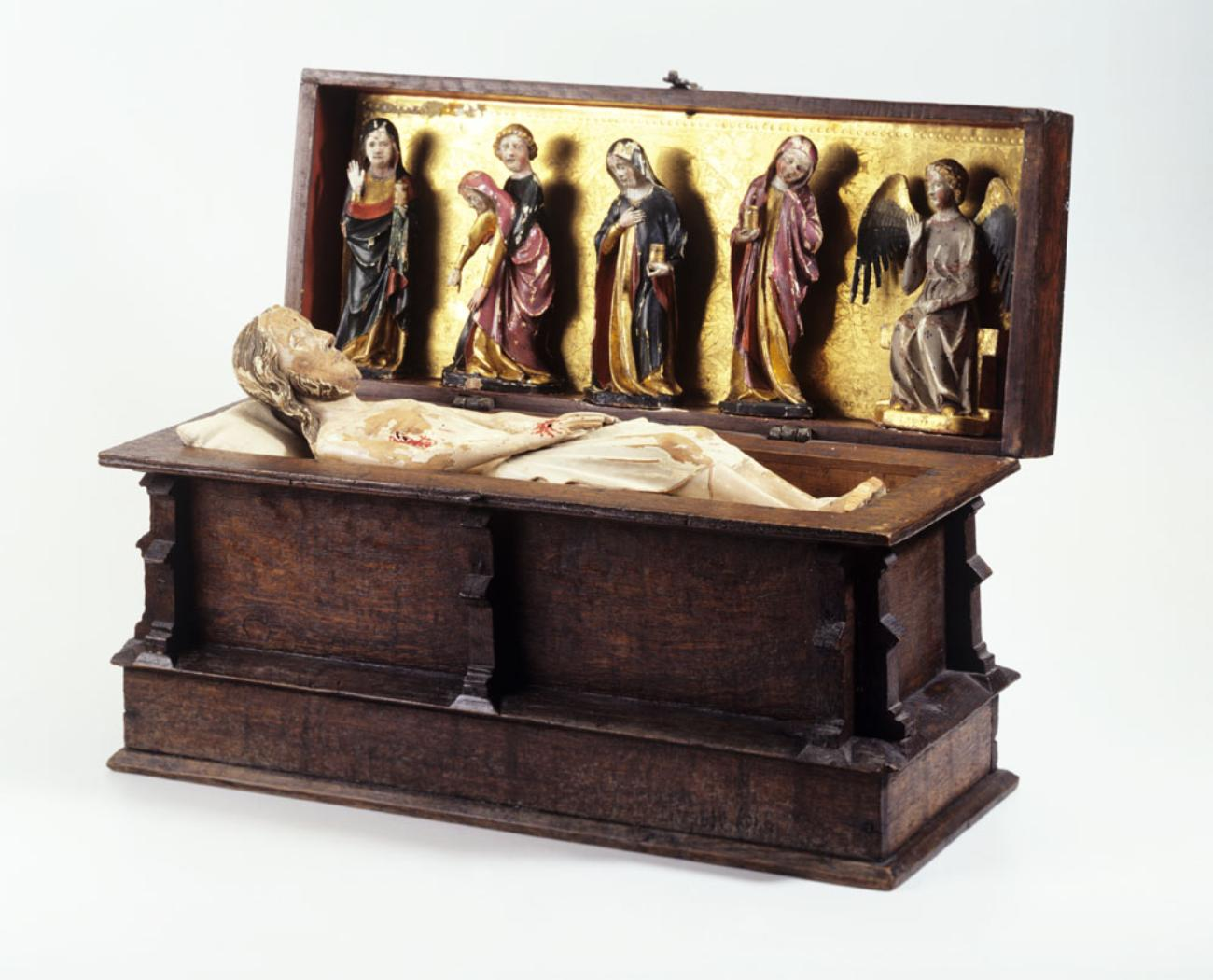
Heiliges Grab aus dem Kloster Lichtental, Mitte 14. Jh.
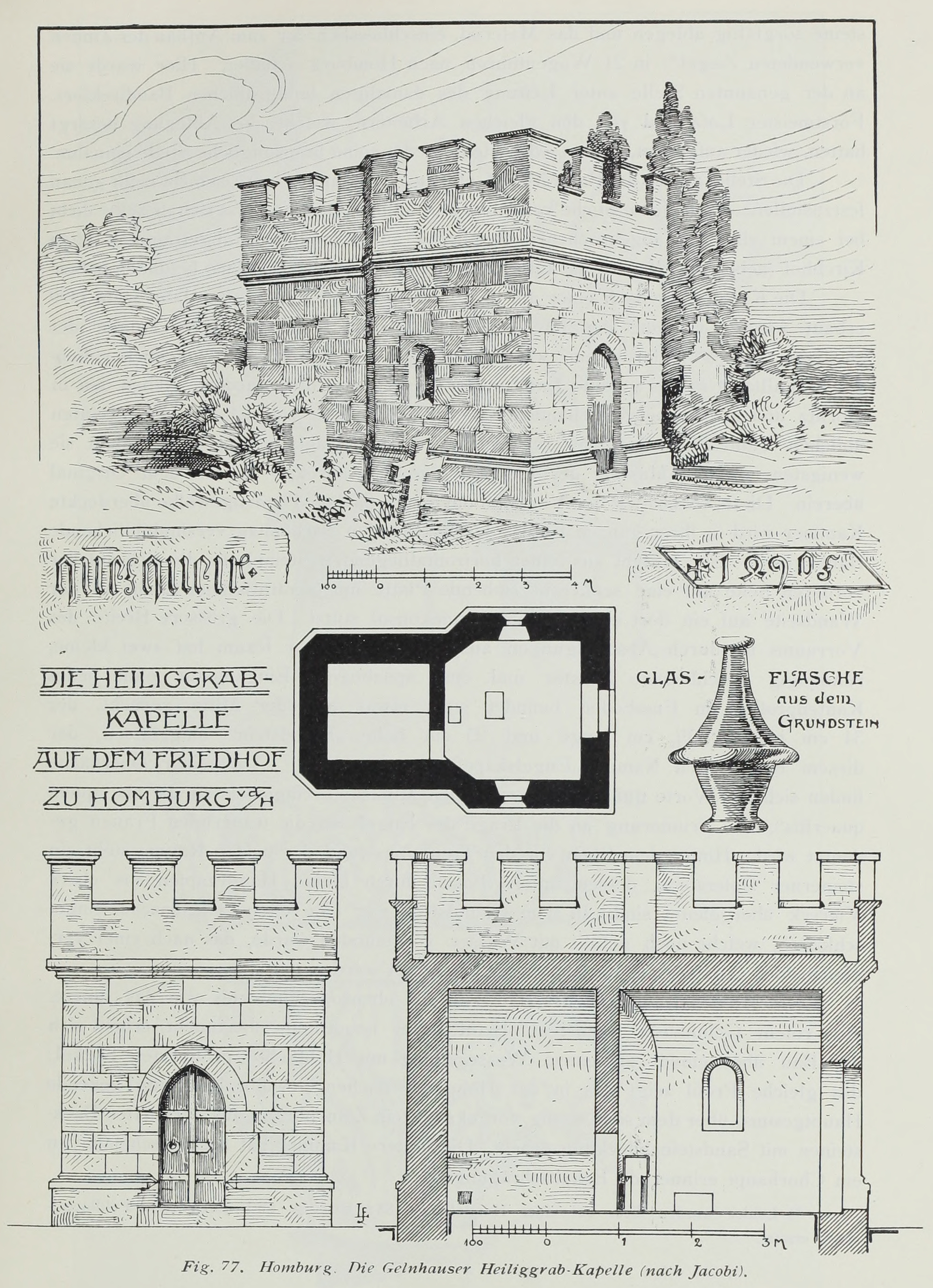
Homburg die Gelnhauser Heiliggrab-Kapelle, 1490 (Zeichnung nach Jacobi)
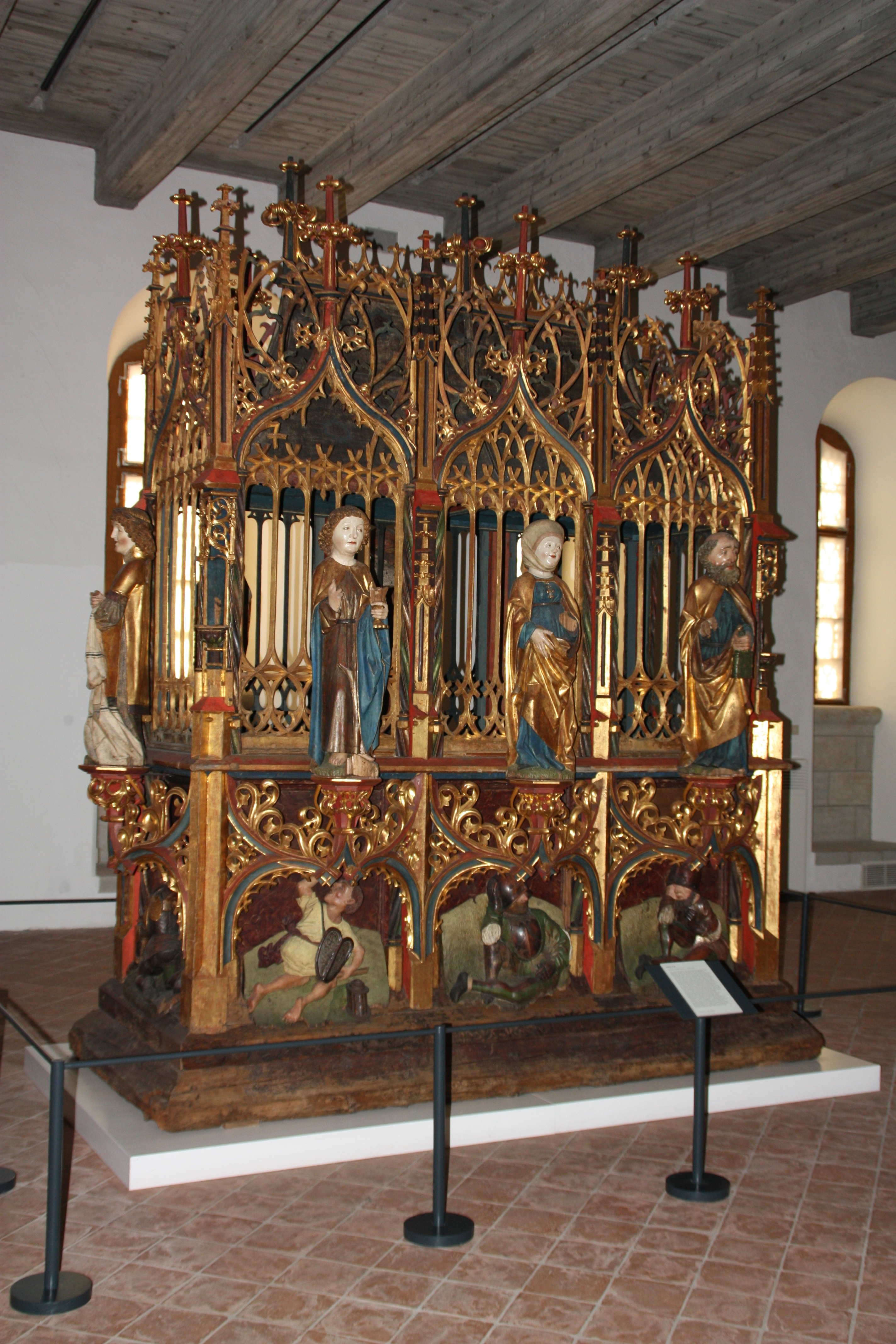
Heiliges Grab im Schloßbergmuseum Chemnitz
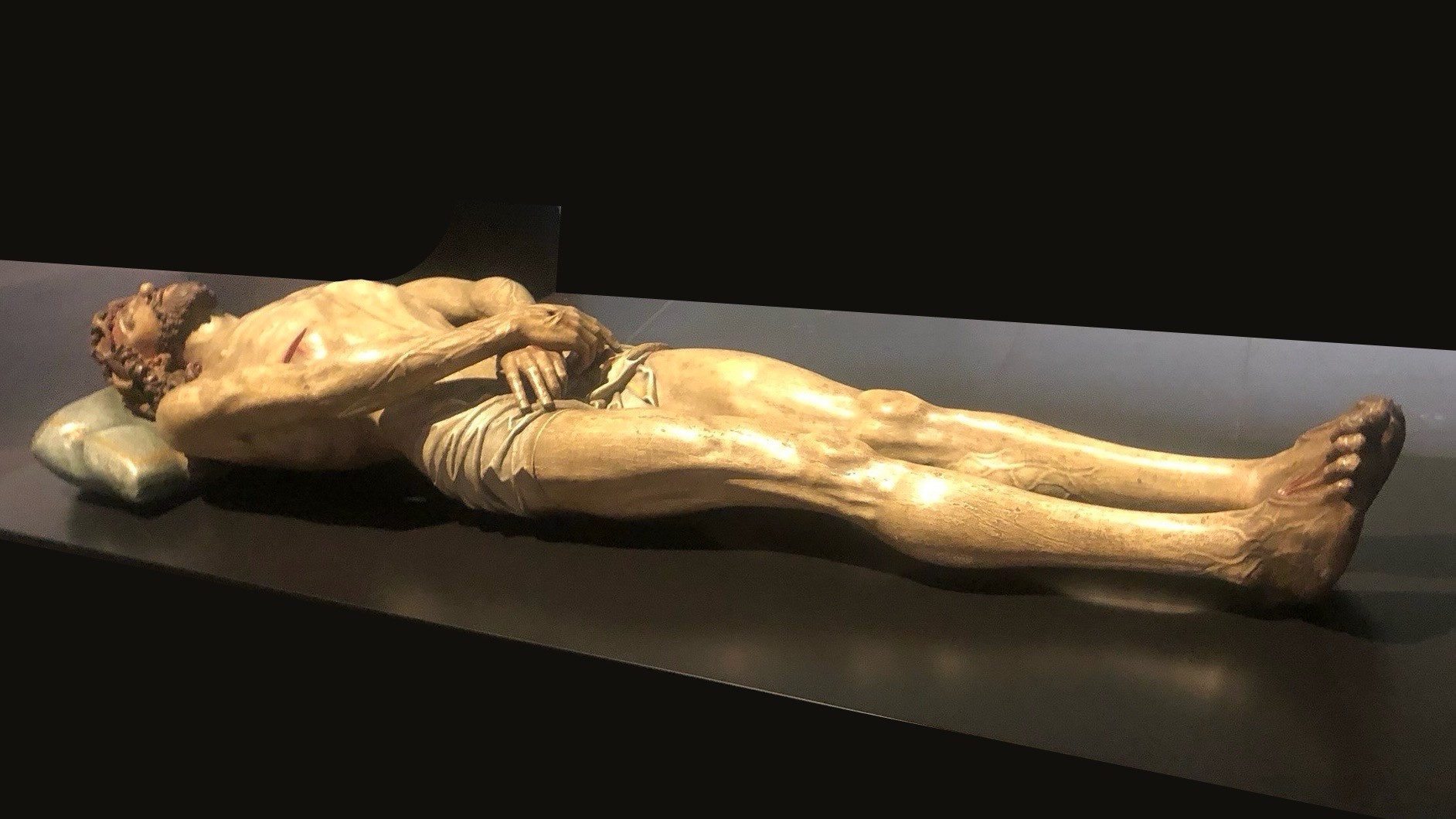
Christus im Grabe, Kalkar – St. Nicolai, 1487
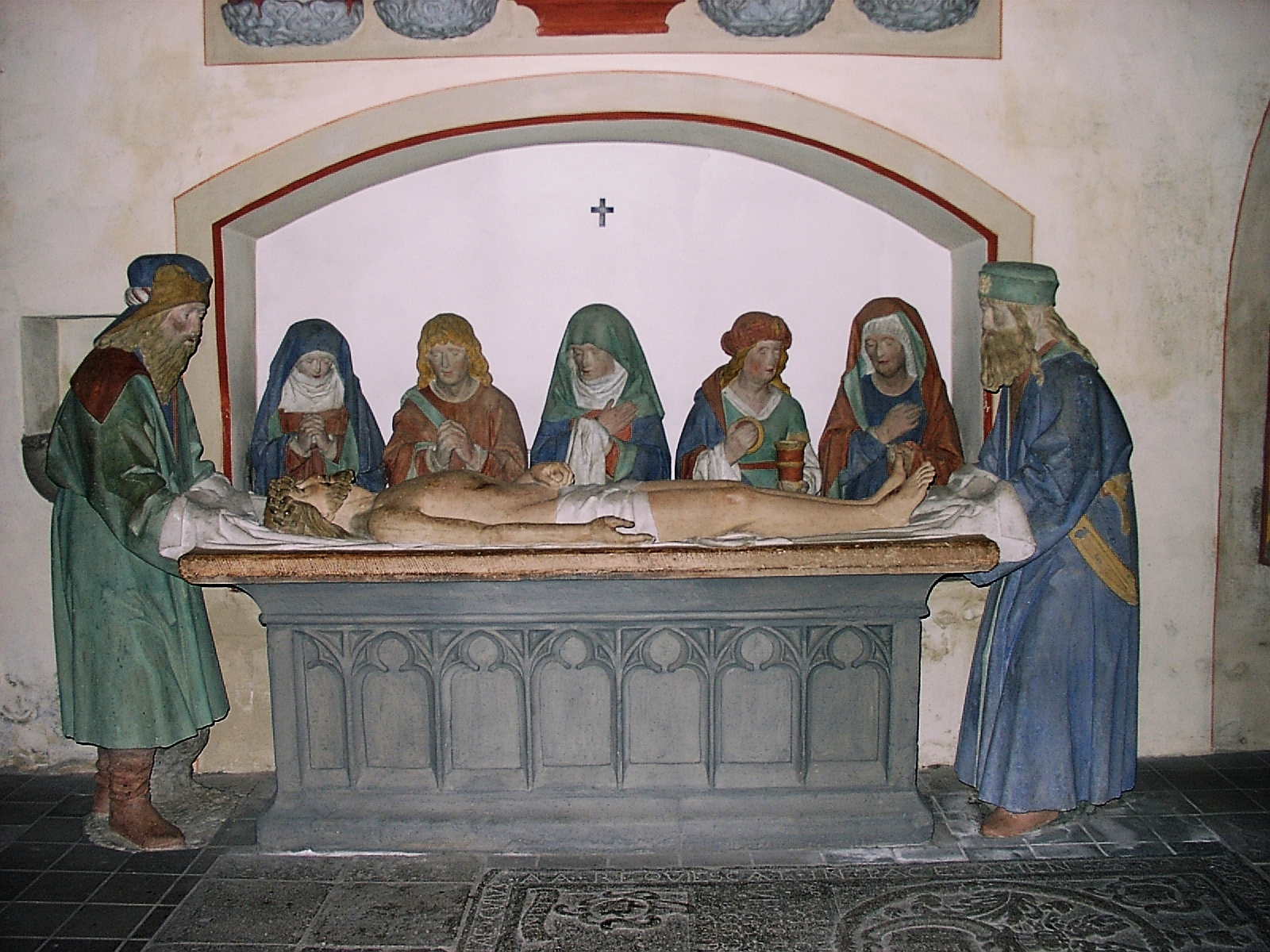
Skulptur der Grablegung Christi in der Stiftskirche Münstermaifeld
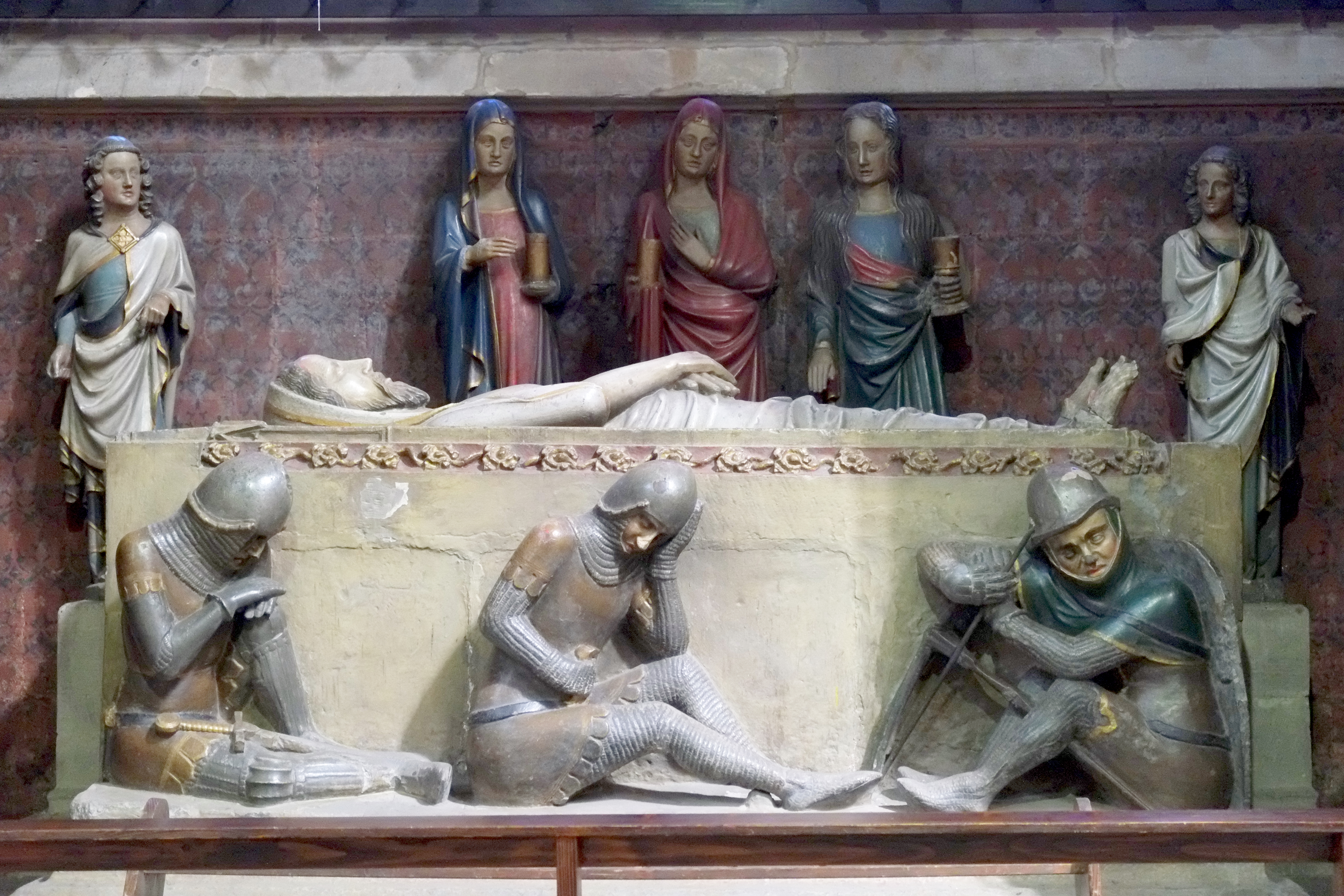
Heiliges Grab im Schwäbisch Gmünder Münster von um 1350 aus der Parler-Hütte
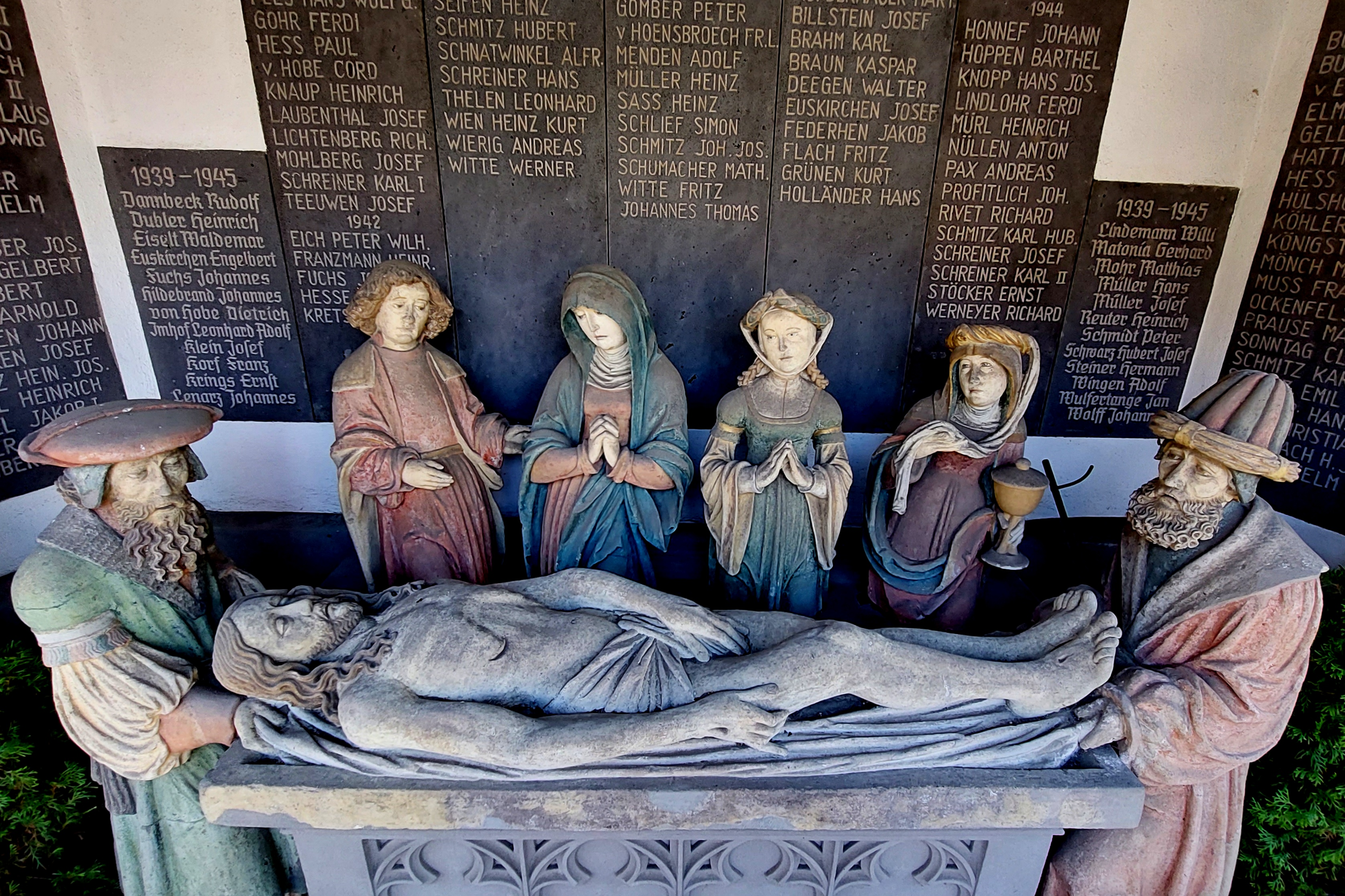
Unkel, St. Pantaleon Heiliges Grab, um 1520

- Baar, Kanton Zug, Schweiz: Ein Heiliges Grab bzw. eine Heiliggrabtruhe aus der Pfarrkirche St. Martin (um 1430) befindet sich heute im Museum Burg in Zug.
- Baden-Baden: Aus dem Kloster Lichtenthal stammt eine Heiliggrabtruhe, die heute im Badischen Landesmuseum in Karlsruhe aufbewahrt wird. In dem aus der Mitte des 14. Jahrhunderts stammenden Schrein aus Eichenholz ruht eine Skulptur des gekreuzigten Christus. Im aufgeklappten Deckel sind ein Engel auf einer Bank, drei Frauen mit Salbgefäßen und der Jünger Johannes zu sehen, der die ohnmächtige Maria hält. Ob diese Figuren ursprünglich zur Truhe gehören, ist zweifelhaft.[8]
- Bad Homburg vor der Höhe: Das Heilige Grab auf dem Reformierten Friedhof wurde ursprünglich 1490 in Gelnhausen erbaut; als es dort einem Straßenbau weichen sollte, wurde es 1825 abgetragen und Stein für Stein in Bad Homburg wieder aufgebaut.
- Batalha: Am portugiesischen Kloster Santa Maria da Vitória wurden in der ersten Hälfte des 15. Jahrhunderts zwei königliche Grabkapellen errichtet, die beide als zeitgenössische Interpretation des Heiligen Grabes zu verstehen sind. Die Capela do Fundador wurde um 1426 begonnen und war 1434 weitgehend fertiggestellt. In ihr sind der Klostergründer João I., seine Gattin Filipa de Lancastre sowie vier ihrer fünf gemeinsamen Söhne bestattet. Wenige Jahre später ließ der älteste Sohn Duarte I. unmittelbar östlich der Apsisanlage eine zweite größere Anlage beginnen, die jedoch nie vollendet wurde. Der entwerfende Meister beider Anlagen dürfte Huguet gewesen sein.
- Chemnitz: Im Schloßbergmuseum Chemnitz steht ein Heiliges Grab aus der Chemnitzer St. Jacobikirche, das einer gotischen Kathedrale nachempfunden ist. Es wurde um 1500 für die Chemnitzer Jakobikirche hergestellt. An ihm stehen auf Konsolen vollplastische Figuren: Joseph von Arimathäa, Nikodemus, die Muttergottes, ihre Schwester Maria Kleopha, Maria Magdalena und die beiden Apostel Johannes und Petrus. Die Figuren auf den Eckkonsolen sind nicht erhalten. Außerdem fehlt der Korpus Christi, der mit beweglichen Armen und Beinen ausgestattet war, damit er symbolisch gekreuzigt, vom Kreuz abgenommen und beigesetzt werden konnte. Das Heilige Grab war wohl ursprünglich mobil und konnte von seinem Standort, vermutlich in einem der Nebenräume, anlässlich der Karliturgie in den kirchlichen Hauptraum gezogen werden.[9]
- Diedorf: Bei dem Heiligen Grab der St.-Albanus-Gemeinde in Diedorf im Eichsfeld handelt es sich lediglich um eine lebensgroße Darstellung der Grablegung Christi. Der tote Jesus ist umgeben von Josef von Arimathäa, Maria Magdalena, seiner Mutter Maria, Johannes, Maria Salome, Veronika und Nikodemus. Eine Inschrift am Sockel des Sarkophages nennt als Urheber einen Hans Tasch und seine Gemahlin Elisabeth sowie den Tag Sankt Egidien im Jahr 1501. Gemäß Überlieferung stand die Grablegung zunächst in einer St.-Egidien-Kapelle bei Eisenach, bis das Monument 1525 vor dem Bauernkrieg gerettet werden musste. 1728 wurde für die Grablegung eine eigene Kapelle an die Diedorfer Kirche angebaut, die jedoch 1897 einem neuen Kirchenbau weichen musste. Jetzt steht sie in einer Nische der Nordwand der Kirche.
- Esztergom: Im Christlichen Museum befindet sich das Heilige Grab von Garamszentbenedek (ca. 1480). Hier ist die Fassung samt Rädern noch erhalten.
- Freiburg im Breisgau: Die Heilig-Grab-Kapelle im Freiburger Münster ist eigentlich nur eine um 1330 eingezogene Wandnische im südlichen Seitenschiff. Das überlebensgroße Heilige Grab aus rotem Sandstein zeigt den Sarkophag auf dem der Leichnam Christi ruht. In die Brust Christi ist eine Hostienkammer eingelassen. Auf der Frontseite des Sarkophags sind als Reliefs fünf schlafende Soldaten zu sehen. Am Grab stehen, etwas unterlebensgroß, drei Frauen, deren Identität nicht geklärt ist. An den Seiten verkünden zwei Engel schon die Osterbotschaft.[10]
- Freiburg im Üechtland, St. Nikolaus, (1433), Grablegung, gilt als älteste monumentale Darstellung des Geschehens.
- Freiburg im Üechtland: Ein Heiliges Grab bzw. eine hölzerne bemalte Heiliggrabtruhe befindet sich in der Kirche des Zisterzienserinnenklosters Magerau (Mitte 14. Jahrhundert).[11]
- Gengenbach: Das Heilige Grab auf dem „Bergle“, in der heutigen Form ein Bau des 18. Jahrhunderts mit Spolien aus dem 17. Jahrhundert, geht auf einen Vorgängerbau gleicher Verwendung des 13. Jahrhunderts zurück. Mit dem Heiligen Grab in der Marienkapelle gibt es in Gengenbach gleich zwei separate Heilige Gräber.
- Gengenbach: Abt Konrad von Mülheim stiftete 1505 eine Marienkapelle mit Heiligem Grab für die Klosterkirche. Das Heilige Grab im Stil der Spätgotik hat die Dimensionen 5,45 m × 2,6 m × 0,90 m.[12]
- Görlitz: Das Heilige Grab in Görlitz[13] wurde nach neueren Erkenntnissen nicht von dem Görlitzer Tuchmacher und Bürgermeister Georg Emmerich gestiftet. Mit dem Bau der Adamskapelle wurde um 1480 begonnen, wenig später kam die obere Golgathakapelle und um 1500/10 die Grabkapelle hinzu. Die Kapellen sind in einen Landschaftsgarten eingebettet, der die Topographie Jerusalems einschließlich Golgota, Kidrontal, Ölberg und Ölbergarten nachempfindet. Die Grabkapelle ist eine relativ exakte verkleinerte Kopie der Jerusalemer Grabeskapelle nach einem zeitgenössischen Holzschnitt[14]
- Kalkar: In der Kirche St. Nicolai befindet sich ein Heiliges Grab mit einer geschnitzten Christus-Figur von 1487 des Bildhauers Arnt Beeldsnider. Ursprünglich wurde die Skulptur für den Chor der Kirche gefertigt. Momentan wird sie im südlichen Nebenchor ausgestellt.[15]
- Konstanz: Im Münster Unserer Lieben Frau befindet sich ein Heiliges Grab in der 940 erbauten Mauritiusrotunde: um 1260 als frühgotischer zwölfeckiger Sandsteinbau errichtet. Die Forschung betrachtet ihn als Nachbau der sehr ähnlich aussehenden sechzehneckigen Kapelle im Dom zu Magdeburg.
- Münstermaifeld: Im nördlichen Seitenschiff der Stiftskirche St. Martin und St. Severus befindet sich das Heilige Grab (Darstellung der Grablegung Christi, um 1500) mit sieben unterlebensgroßen Figuren aus Tuffstein.
- Oberwesel: Rechts vor der Chorschranke des Hochalters der Liebfrauenkirche befindet sich eine vollplastische Darstellung des Heiligen Grabes, die in der Mitte oder in der zweiten Hälfte des 14. Jahrhunderts von einem unbekannten Künstler geschaffen worden ist. An dieser Kirche bestand seit spätestens 1472 eine Heilig-Grab-Bruderschaft.[16]
- Saalfeld: Das Heilige Grab in der Johanneskirche ist eine um 1400 entstandene Nachbildung des Christusgrabes.
- Reutlingen: Das Heilige Grab in der Marienkirche Reutlingen gilt als Schlüsselwerk für die verschiedenen Tendenzen innerhalb des sogenannten Uracher Meisterkreises. Georg Dehio beschrieb es als „eines der besten seiner Gattung und für den barocken Formengeist der letzten Gotik höchst bezeichnend“. Ursprünglich in der Westvorhalle aufgestellt, befindet es sich heute an der östlichen Chorwand. Geschaffen wurde es um 1510/1515. Dargestellt sind neben dem leeren Sarkophag Christi die drei Marien mit Johannes dem Täufer sowie fünf Apostel. Im Baldachin befinden sich die Figur des Auferstandenen, ein Engel mit dem Schweißtuch der Veronika und Brustbilder von vier Propheten.
- Saarbrücken: Das Heilige Grab, das Johann Ludwig von Nassau-Saarbrücken (Onkel des Grafen Johann von Nassau-Dillenburg) bauen ließ, nachdem er 1495 von einer Pilgerreise nach Jerusalem zurückgekehrt war, ist nicht mehr erhalten.
- Schwäbisch Gmünd: Im Heilig-Kreuz-Münster wurde um 1350 ein Heiliges Grab in der Chorscheitelkapelle des Kapellenkranzes eingerichtet. Die Figuren der Parler-Hütte und vor allem die Wächter sind auf Grund ihrer wirklichkeitsgetreuen Darstellung besonders bemerkenswert. In der Kapelle ist eine Darstellung der Beweinung Christi aus dem 15. Jahrhundert erhalten.
- Unkel, St. Pantaleon: Unter dem Nordostfenster befindet sich an der Außenwand in einer Nische das Heilige Grab aus der Zeit um 152O.[17]
- Weilburg an der Lahn: Die Heiliggrabkapelle wurde Anfang des 16. Jahrhunderts vermutlich auf Initiative des Landesherrn Graf Johann von Nassau-Dillenburg erbaut.[18][19][20]
- Zwickau: Im Dom St. Marien befindet sich ein Heiliges Grab, das von Michael Heuffner im Jahre 1507 vollendet wurde.

### Weitere mittelalterliche Beispiele
- Belgien: Brügge (ab 1471);
- Deutschland: Externsteine (1115), Kobern (1230), Niederhaslach, Stiftskirche (um 1350)[21], Augsburg (1506), Nürnberg (1513); * Österreich: Neustift (1198);
- Frankreich: Dijon (1018), Neuvy-St.-Sepulcre (1045), Toulouse (um 1090), Schlettstadt (1094), Lanleff (11. Jh.), Charroux (1047), Quimperlé (um 1100), St. Léonard (1120), Villeneuve d'Aveyron (12. Jh.); Hattonchatel (um 1330); Settingen (Lothringen), Pfarrkirche, (spätes 14. Jahrhundert); Pont-à-Mousson, St. Martin, Grablegung, Anf. 15. Jh.; Tonnerre, Spital, Grablegung, 1545; Neufchateau, St. Nicolas;
- Großbritannien: Cambridge (12. Jh.);
- Italien: Aquileia (vor 1088);[22]
- Niederlande: Delft (15. Jh.), Gouda (1504);
- Polen: Miechów (12. Jh.);
- Spanien: Torres del Rio (12. Jh.), Eunate (12. Jh.), Segovia (1208); 
Portugal: Tomar (1160).

## Florenz

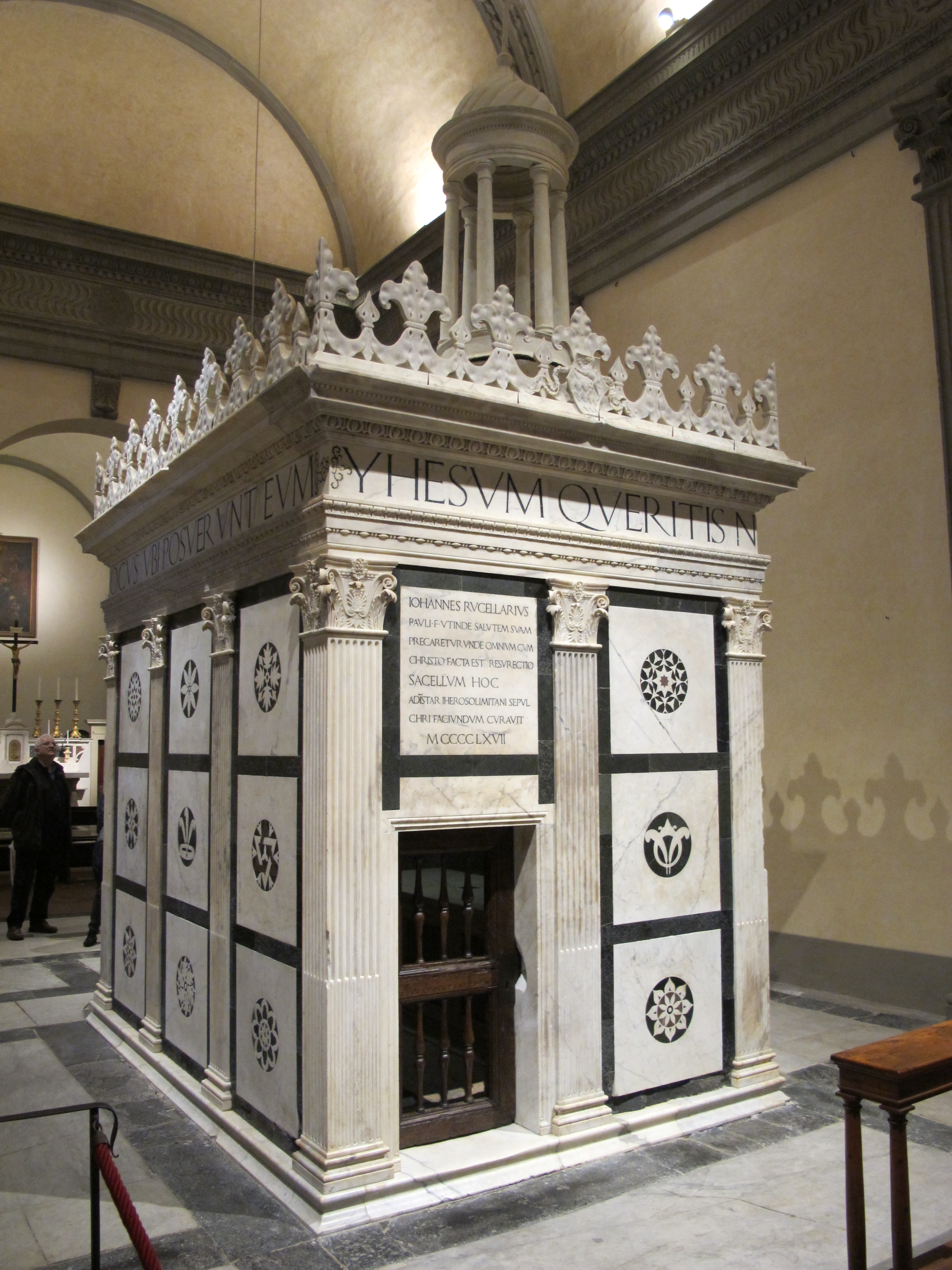
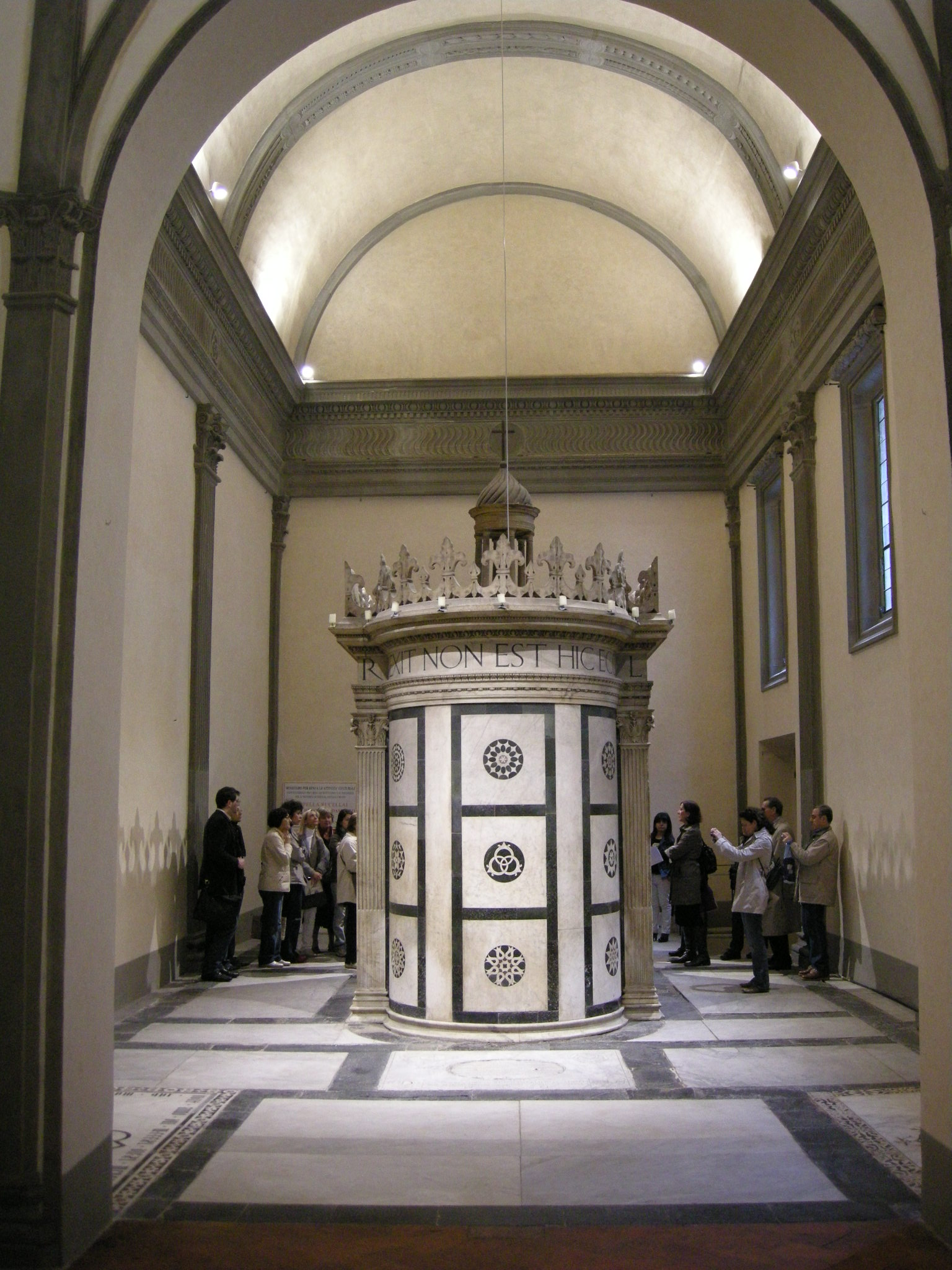
Heiliges Grab in der Cappella Rucellai, in San Pancrazio in Florenz
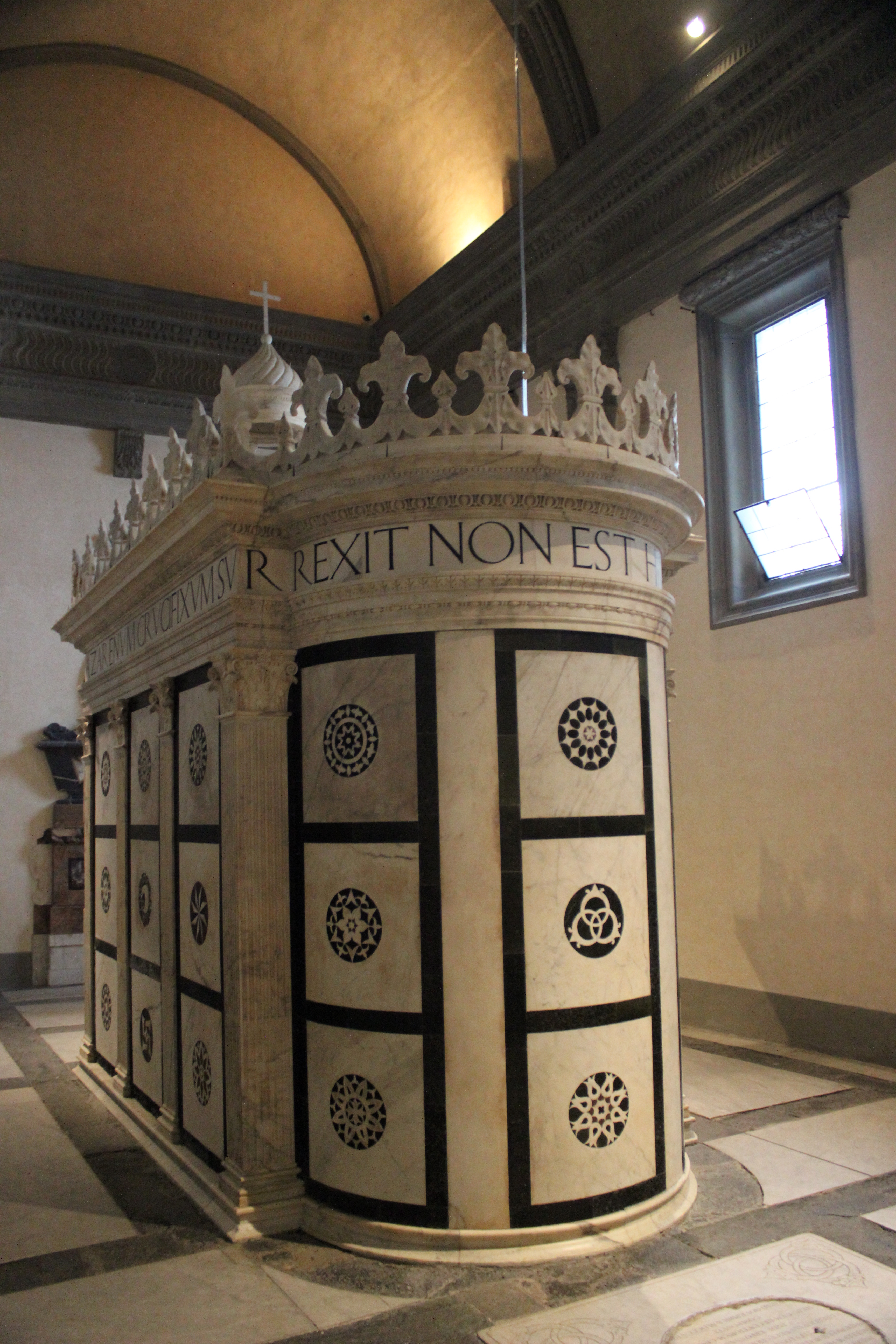
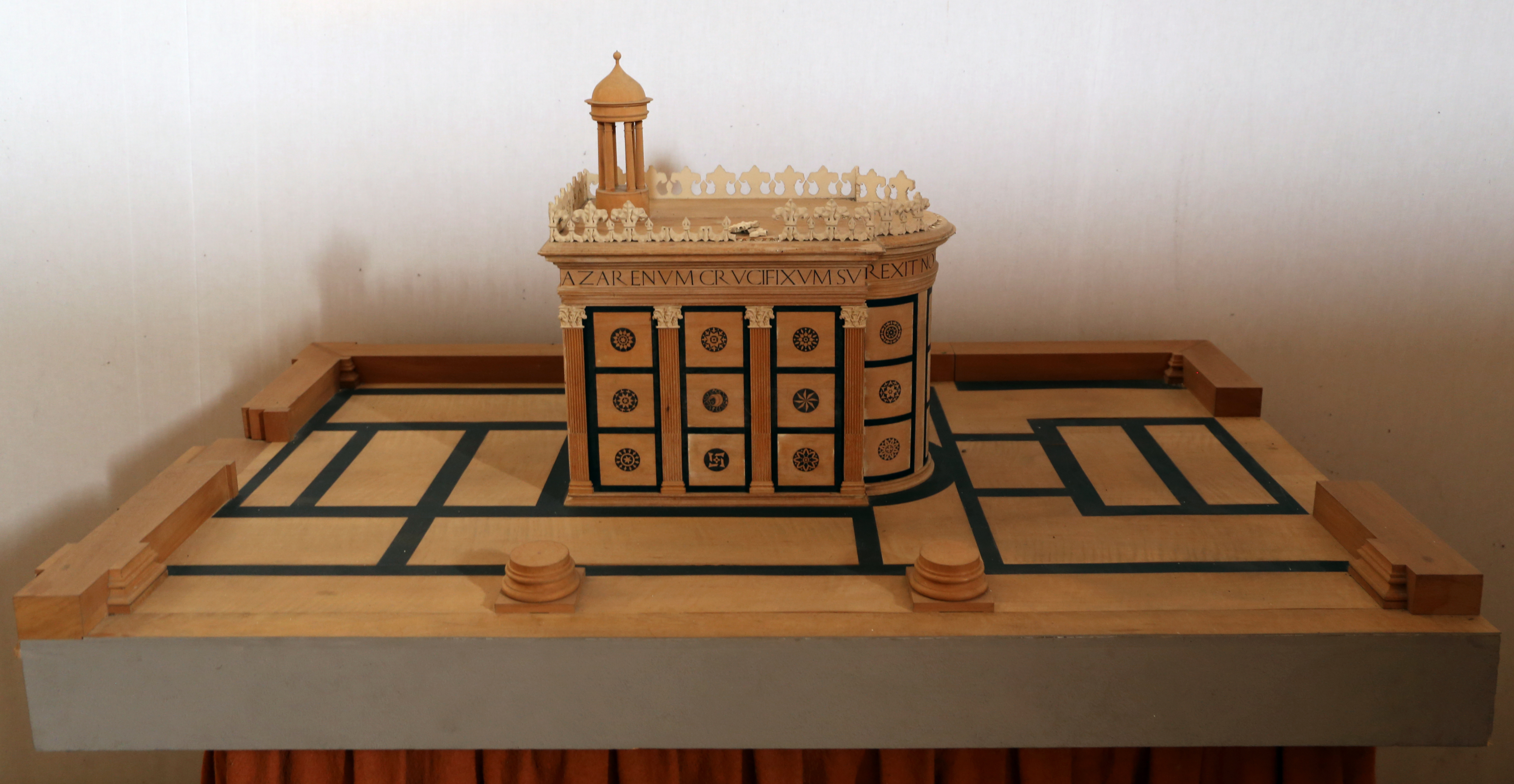
Modell

In der Cappella Rucellai in der Kirche San Pancrazio befindet sich ein Heiliges Grab. Der kostbare kleine Marmorbau wurde um das Jahr 1467 über dem Grab des Florentiner Kaufmanns Giovanni Rucellai durch den Renaissancebaumeister Leon Battista Alberti errichtet.

## Sansepolcro (Toskana)
Das Heilige Grab in der Unterkirche der Chiesa di San Rocco in Sansepolcro, eine Kleinarchitektur aus Sandsteinplatten, ist eine Kopie der Florentiner Heiliggrabkopie von Leon Battista Alberti. Sie entstand 1596.

### Barock
- Altshausen: Das Heilige Grab zu Altshausen ist ein im Auftrag von Landkomtur Graf Christian Moritz von Königsegg-Rothenfels 1763 gefertigtes, barockes Heiliges Grab in der 2002/03 im Auftrag von Carl Herzog von Württemberg errichteten Kapelle zum Heiligen Grab.
- Aschau im Chiemgau: 1797/99 fertigten der Kistler Sebastian Furtner aus Hohenaschau und der Maler Sebastian Rechenauer d. Ä. aus Unterflintsbach ein neues Heiliges Grab für die Aschauer Pfarrkirche. Die Künstler ließen sich von römischen Vorbildern inspirieren und standen noch ganz in der Tradition barocker Kulissenheiliggräber, in denen religiöse Inhalte in theatralischer Weise zum Ausdruck gebracht wurden. Drei Etagen in dem fast 10 m hohen Aufbau sind zu unterscheiden: In der Mitte das Heilige Grab, flankiert von Säulenhallen, die den Blick in Landschaftsmalerei freigeben. Es ist die irdische Ebene, die Welt mit all ihrer Schönheit (dargestellt beispielsweise in der Landschaft und der Harmonie der Säulenarchitektur), aber auch ihrer Vergänglichkeit (Grab). Darüber ist der himmlische Bereich mit den drei göttlichen Tugenden und der Nische für die Monstranz (so früher) bzw. dem Kreuzreliquiar, sowie für die Figur des Auferstandenen an Ostern. Die unterste Ebene stellt die Unterwelt dar mit den Verstorbenen der vorchristlichen Zeit, angefangen bei Adam und Eva, die auf Erlösung warten. Flankiert wird dieser Bereich von Ruinenarchitektur. In der Fastenzeit 2025 wird das Heilige Grab wieder in der Pfarrkirche in Aschau im Chiemgau aufgestellt.[25]
mk-online.de: Aufbau Heiliges Grab in Aschau im Chiemgau 2019 auf YouTube, 28. Februar 2019, abgerufen am 9. März 2025.
mk-online.de: Aschauer Auferstehungsspiel - Heiliges Grab Aschau im Chiemgau 2019 auf YouTube, 27. März 2019, abgerufen am 9. März 2025.

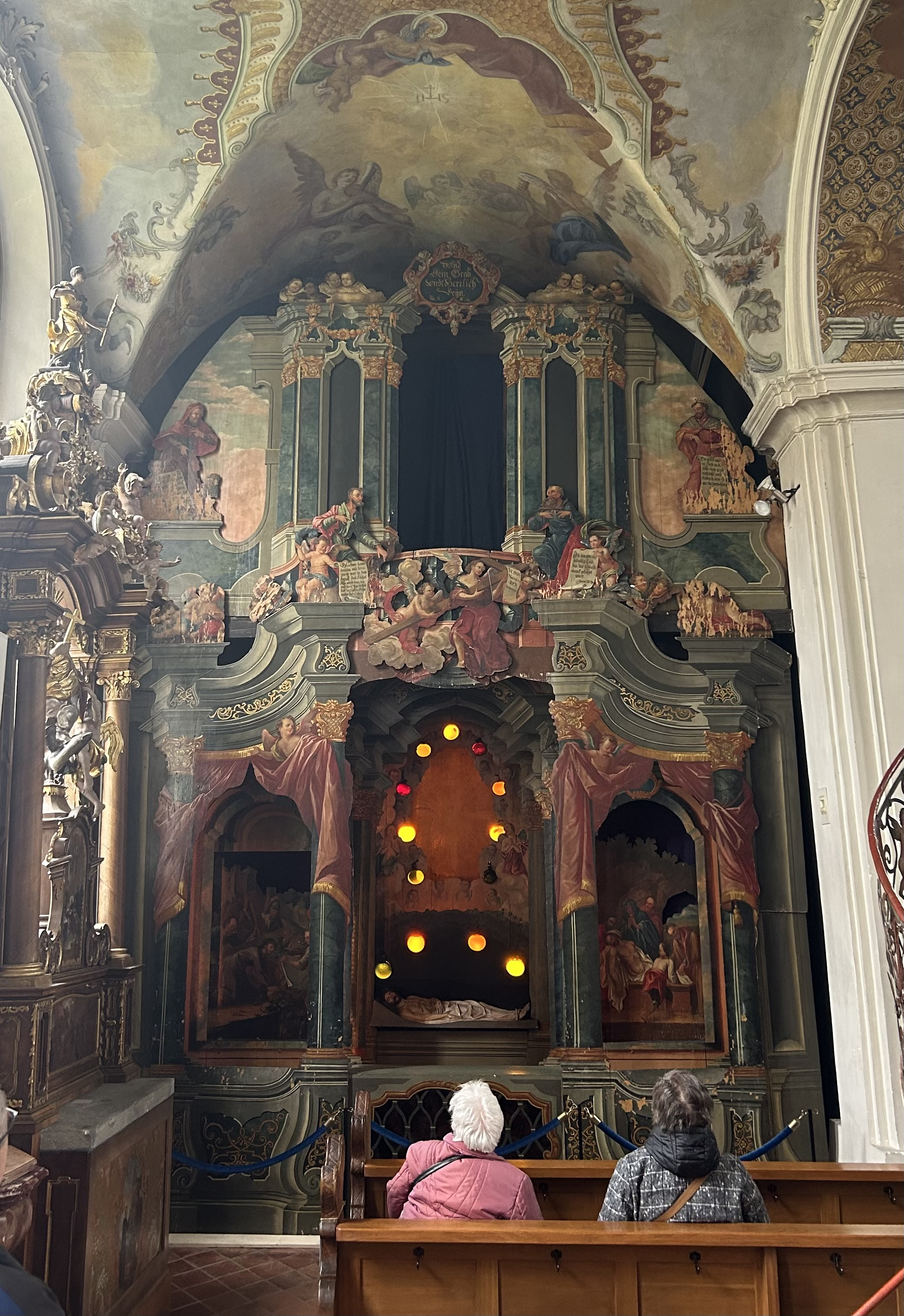
Blick auf die Karsamstagsansicht des Heiligen Grabes in Bad Schussenried. Johannes Bergmayer, 1729.

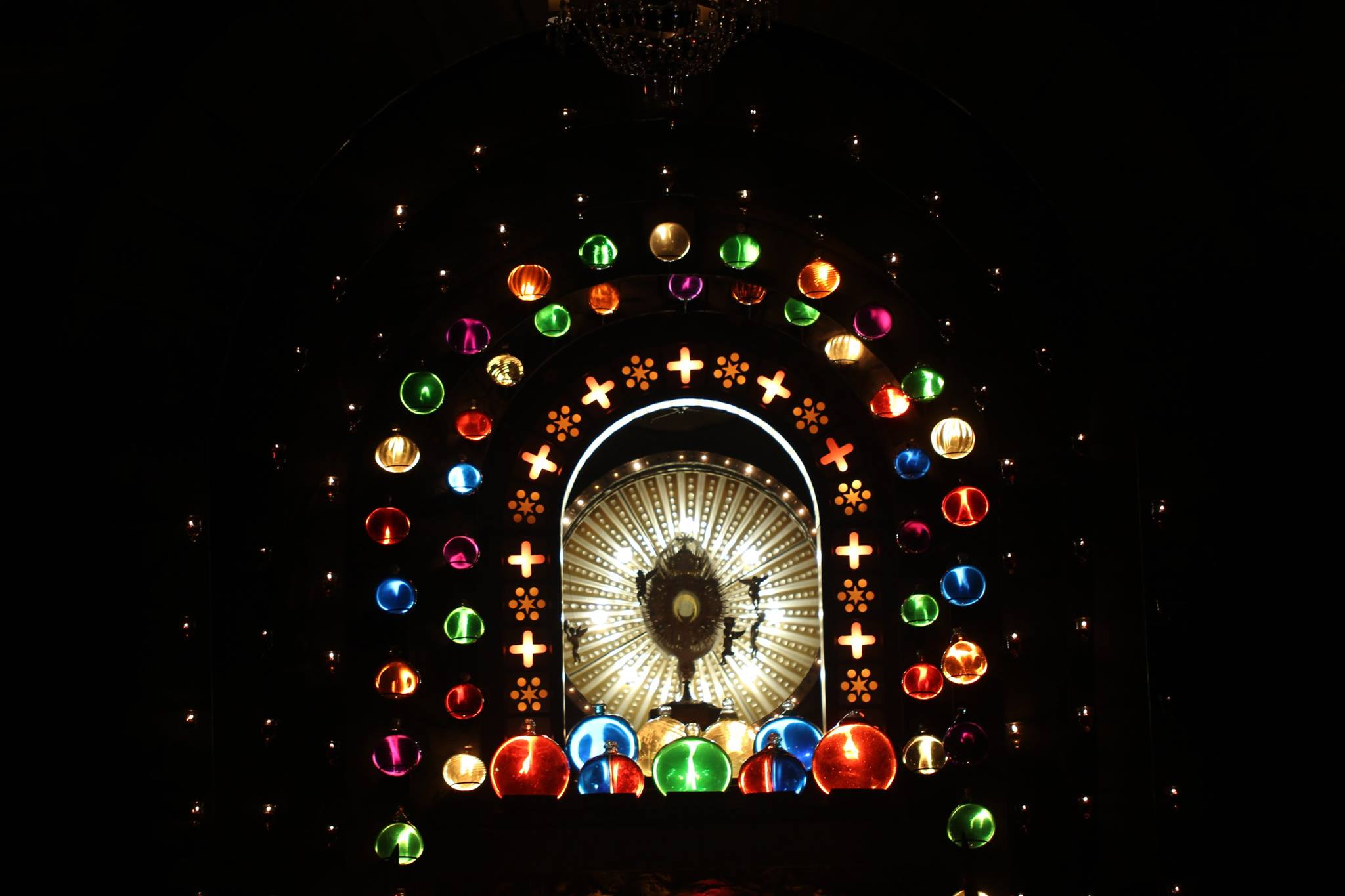
Heiliges Grab Höglwörth

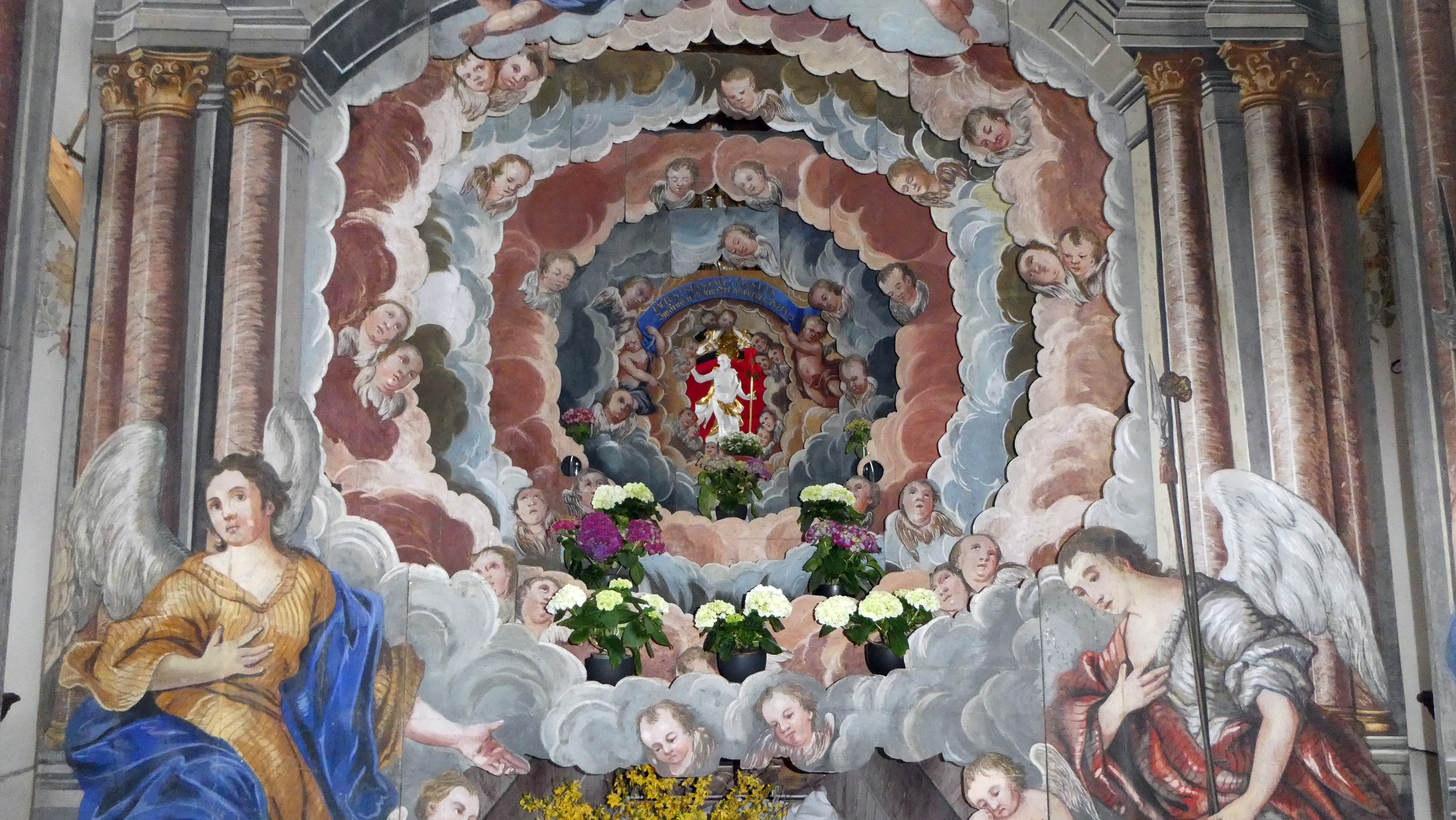
Das Heilige Grab von Kleineibstadt

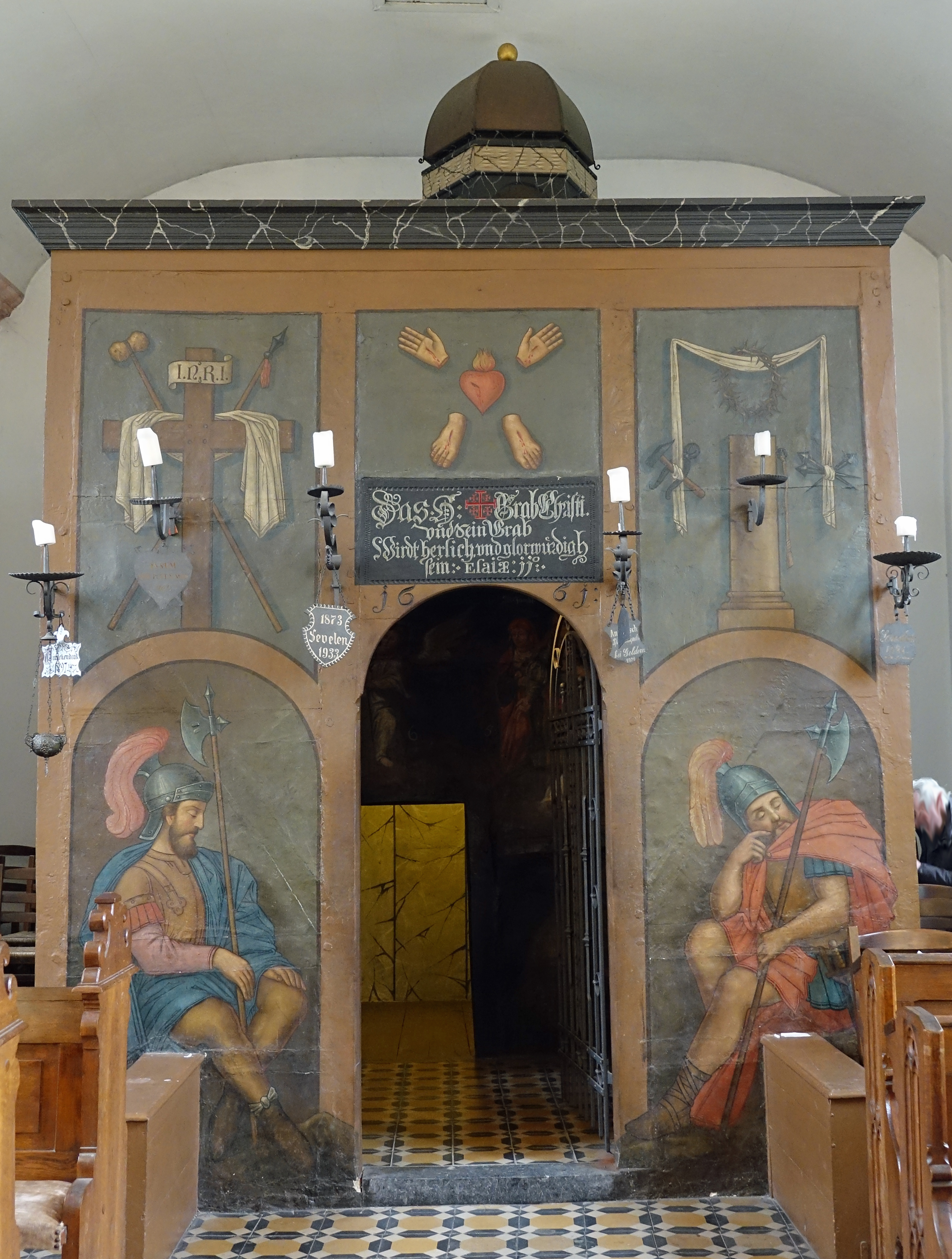
Kapelle Klein-Jerusalem (Neersen): Oberkirche – Das heilige Grab, 1661

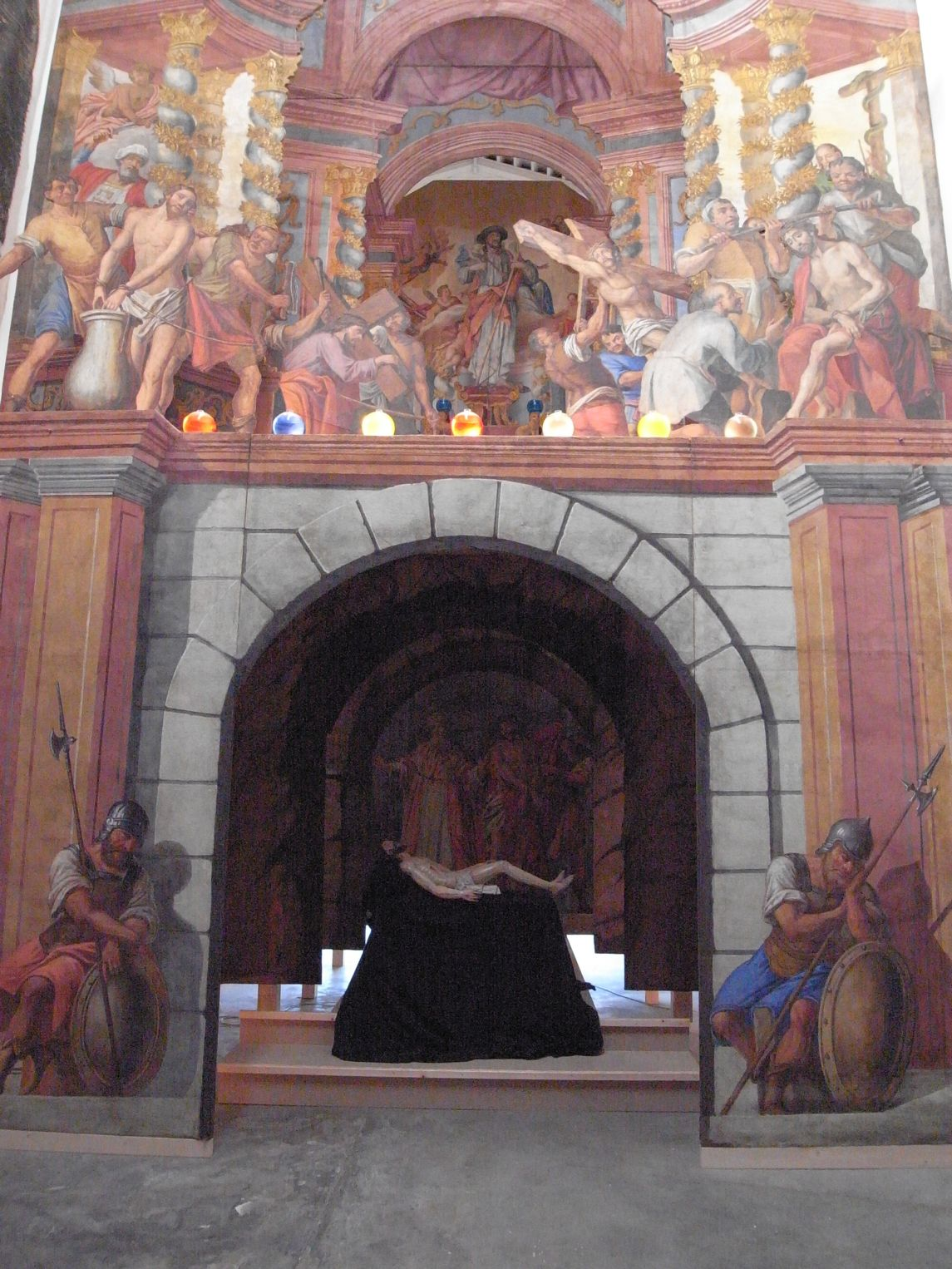
Das Heilige Grab in der Laurentiuskirche in Rottach-Egern

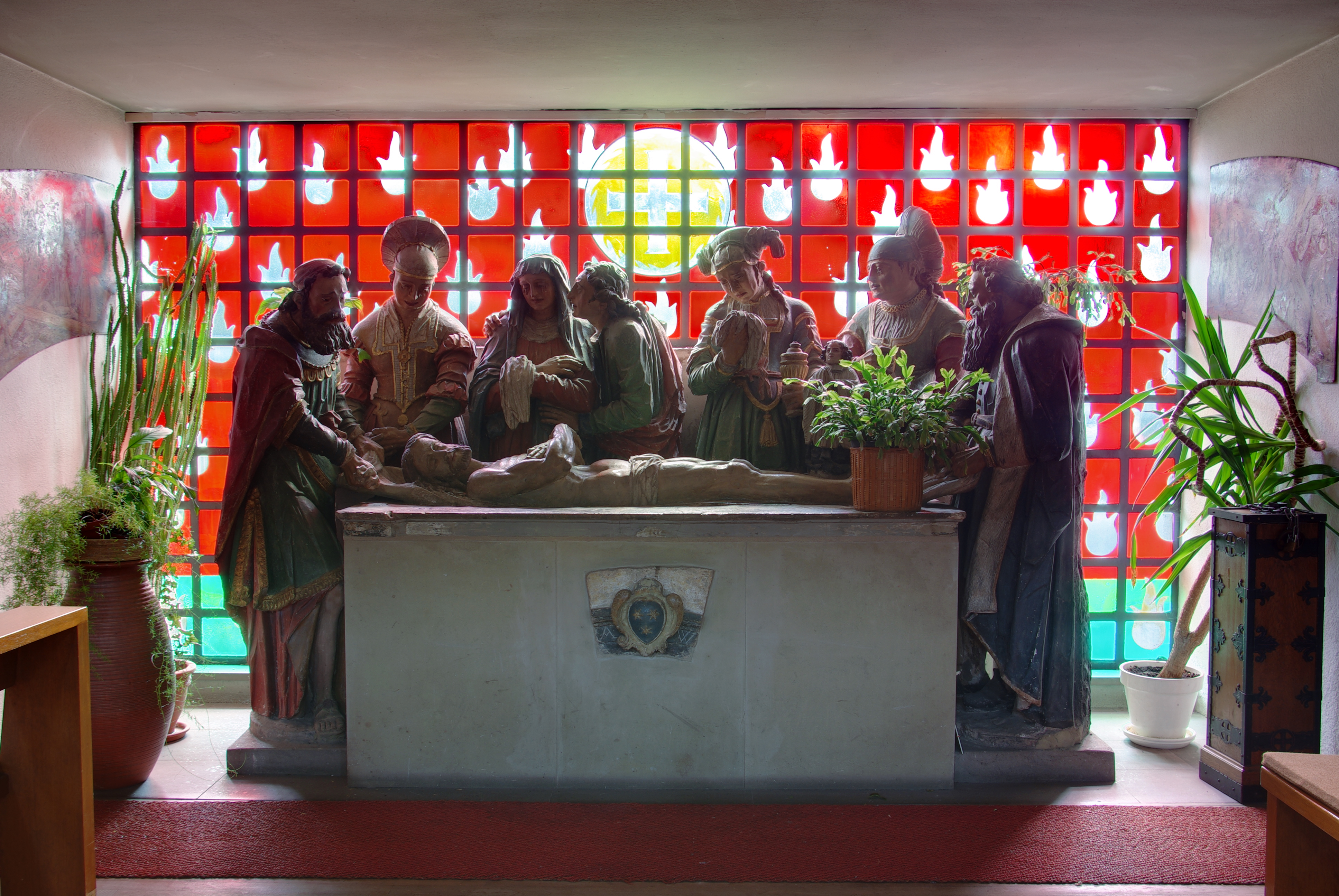
Heiligkreuz-Kapelle (Trier): Grablegungsgruppe aus dem 17. Jahrhundert

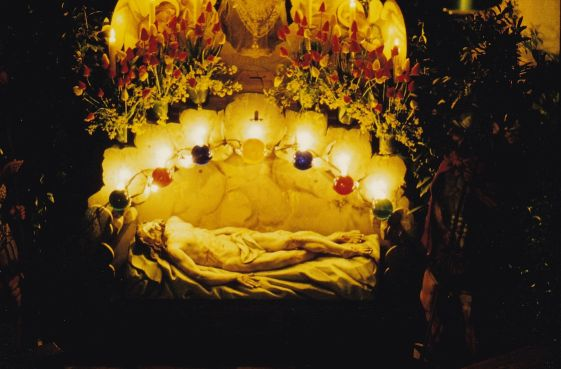
Heiliges Grab in Traunwalchen

- Bad Schussenried: Das von Abt Didacus Ströbele 1729 für das nördliche Seitenschiff der Pfarrkirche St Magnus bei Johannes Bergmayer in Auftrag gegebene Heilige Grab wird seit 2023 in der Fastenzeit bis Christi Himmelfahrt aufgebaut.[26]
Staatliche Schlösser und Gärten Baden-Württemberg: Das Heilige Grab von Bad Schussenried auf YouTube, 23. Mai 2024, abgerufen am 9. März 2025.
- Bernbeuren am Auerberg (Bayern): Das Heilige Grab befindet sich seit 1995 in der Pfarrkirche St. Nikolaus. Es stammt aus dem 17. Jahrhundert.
- Dietenheim: Das monumentale Heilige Grab von 1727 wird seit 1978 wieder jedes Jahr vor Ostern in der Pfarrkirche St. Martin aufgestellt und nimmt den gesamten Chorraum ein.
- Höglwörth: Das Heilige Grab stammt ursprünglich aus der Barockzeit und in der heutigen Form aus dem 19. Jahrhundert. Es wird im Turnus von drei Jahren in der Klosterkirche St. Peter und Paul aufgebaut, letztmals 2023.[27][28]
rfo - Regional Fernsehen Oberbayern: Das heilige Grab von Höglwörth, 29. März 2024, abgerufen am 9. März 2025
BR Fernsehen: Schauspiel des Glaubens, 5. April 2020, abgerufen am 10. März 2025

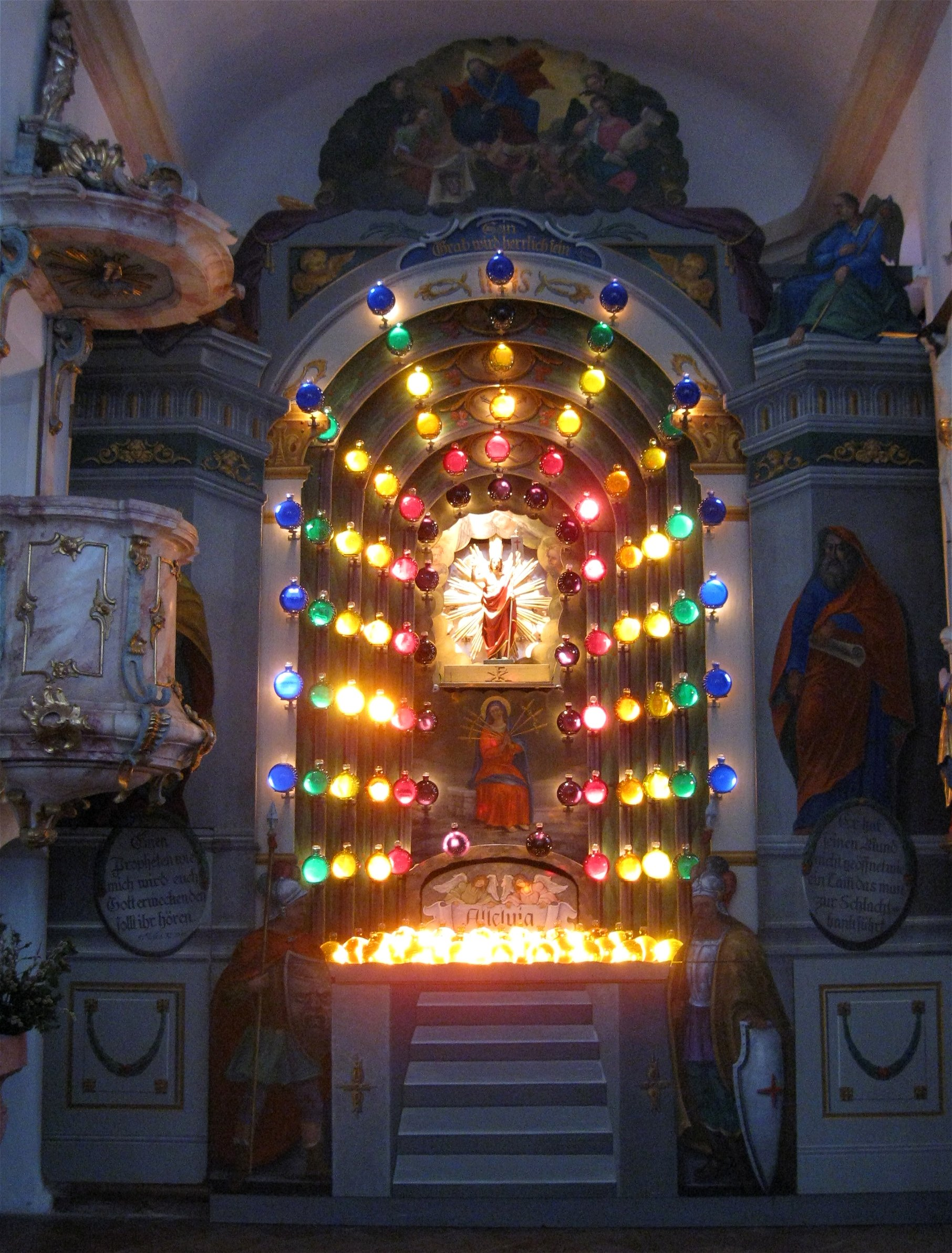
Heiliges Grab Kiefersfelden

- Kiefersfelden:Heiliges Grab Kiefersfelden Seit 1809 wird vor der Karwoche in der alten Pfarrkirche Heilig Kreuz von Kiefersfelden das Heilige Grab aufgestellt. Wie auf der Rückseite der obersten Holztafel vermerkt, hat die Theatergesellschaft von Kiefersfelden das Heilige Grab gestiftet. Auf dem Spielplan des seit vierhundert Jahre bestehenden Volkstheaters standen zu jener Zeit Bibelspiele, Parabelstücke und Heiligenlegenden. Das Heilige Grab von Kiefersfelden zeugt mit seinem kulissenartigen Aufbau von der barocken Freude an der bildlichen Darstellung geistlicher Ereignisse. Etwa 130 von rückwärts beleuchtete, in blau, grün, gelb, orange, rot und violett schillernde Glaskugeln tragen zur ganz besonderen Stimmung bei. Entsprechend kunstvoll ist der bühnenartige Aufbau des Hl. Grabes von Kiefersfelden gestaltet. Bemalte Holztafeln bilden die Kulisse aus fünf Bögen. Die schaffen die Illusion einer Raumtiefe hinein in die Grabhöhle. Das gesamte Heilige Grab ist ein Sinnbild des Kreuzestodes Christi und des Sieges über den Tod in der Auferstehung. Hinter sieben kulissenartigen Ebenen, beleuchtet von den verschiedenfarbigen Schusterkugeln, liegt unten im Grab der Leichnam des Gekreuzigten, darüber ein Bild der Schmerzensmutter. Am Ostersonntag erscheint dann am oberen Ende die Figur des Auferstandenen. An der Rückwand der Kulissen befindet sich die Jahreszahl 1809, die Tradition dieses Grabes geht aber sicher auf die Barockzeit zurück. Hergestellt und bemalt wurde das Heilige Grab durch den Tischlermeister und Maler Josef Kronthaler aus dem benachbarten Erl in Tirol. 1959 wurde es vom Schreiner Franz Schmid und dem Malermeister Konstantin Hahn aus Kiefersfelden grundlegend restauriert. 2009 wurde die Bemalung durch die Gebrüder Albrecht und Constantin Hahn ausgebessert. Albrecht Hahn schnitzte einen neuen auferstandenen Heiland, passend im barocken Stil. Notwendige Restaurierungsmaßnahmen des Hl. Grabes werden zu gleichen Teilen aus dem Gemeindehaushalt und von der Theatergesellschaft Volkstheater Ritterschauspiele Kiefersfelden finanziert.
Die ursprüngliche Tradition eines Heiligen Grabes in Kiefersfelden geht noch weiter zurück als das heutige Altarkunstwerk. Bereits 1696 hatte die Besitzerfamilie des damaligen Schmelz- und Eisenwerk Kiefersfelden, die Grafen Fieger, der alten Ortskirche Hl. Kreuz ein Grabkunstwerk gestiftet.[29]
rfo - Regional Fernsehen Oberbayern: Über 200 Jahre Heiliges Grab in Kiefersfelden, 29. März 2024, abgerufen am 12. April 2025
- Kleineibstadt: Das Heilige Grab der St. Bartholomäus-Kirche wurde 1764 vom Maler Johann Peter Herrlein aus Kleineibstadt und dem Schreiner Michael Markgraf aus Saal geschaffen und verdeckt passgenau den kompletten Altarraum. Acht hintereinander gestaffelte Kulissen erzeugen den Eindruck eines gewaltigen Raumes mit Wolkenbildern und geflügelte Engelfiguren, die sich hinter Säulen aus rötlichem Marmor abzeichnen.[30]
- Landshut: In der Jesuitenkirche St. Ignatius wurde 2004 das in den 1970er Jahren wieder aufgefundene Heilige Grab aus dem Jahr 1738 wieder aufgestellt. Die spätbarocke Komposition besteht aus über 60 Einzelfiguren und gilt als eines der größten Ensembles dieser Art in Bayern.[31]
- Leutesdorf: In der 1646/47 auf Initiative von Johannes Rieden erbauten Wallfahrtskirche zum Heiligen Kreuz befindet sich in der Krypta eine Nachbildung des Heiligen Grabes zu Jerusalem im Maßstab 1:3.
- Liberec (Reichenberg) in Tschechien: Nachbau des Heiligen Grabes in Liberec, errichtet 1772 neben der Heiligkreuz-Kirche durch den Reichenberger Kaufmann Andreas Josef Wondrak.
- Marienfeld: In der ehemaligen Klosterkirche des Klosters Marienfeld befindet sich unterhalb des Orgelprospekts der Patroclus-Möller-Orgel von 1746–1751 ein Heiliges Grab.
- Neersen (Stadtteil der Stadt Willich): Die Kapelle Klein-Jerusalem enthält ein Heiliges Grab aus dem Jahr 1660. Erbauer war der Priester Gerhard Vynhoven, der sich selbst mehrere Jahre in Palästina aufgehalten hatte. Das Heilige Grab gilt als besonders original, da es sich in seiner Form und Symbolik auf die Jerusalemer Grabeskirche zu dieser Zeit bezieht, die aber seitdem vielfach umgebaut wurde.
- Neumarkt in der Oberpfalz: Eine Heilig-Grabkapelle von 1684 befindet sich auf einer Terrasse unterhalb der Wallfahrtskirche Maria-Hilf. Es handelt sich um einen rechteckigen Bau mit rundem Chörchen als einer Heilig-Grab-Nachbildung mit Blendarkaden und einem Dachreiter mit Kuppel.
- Oberglogau (Oberschlesien): Kapelle aus dem 17. Jhdt., in einem abgetrennten Raum befindet sich ein steinerner Kubus, der das Grab Christi darstellt.
- Rottach-Egern: Die Kulissen-Inszenierung des Heiligen Grabes ist nur alle zwei Jahre in der Laurentiuskirche zu sehen. Dargestellt wird die Geschichte vom Leiden, Sterben und Auferstehen Jesu Christi. Die barocke Holzkonstruktion wurde 1757 geschaffen. Die bemalten Leinwände gehören zu den größten und wohl auch prächtigsten Aufstellbildern Bayerns. Nach langen Jahrzehnten des Vergessens auf dem Kirchenspeicher wurde das Heilige Grab im Jahr 2007 weitgehend mit Unterstützung der Deutschen Stiftung Denkmalschutz für fast eine halbe Million Euro von den Restaurierungswerkstätten Wiegerling in Gaißach restauriert und vor zehn Jahren erstmals wieder aufgestellt.[32]
- Rüttenen bei Solothurn:[33] Die Kapelle Kreuzen ist bis heute die Grablege der Familie von Roll von Emmenholz.[34] Sie enthält ein Heiliges Grab aus dem Jahr 1643 mit einer Plastik von Christus im offenen Sarg.
- Traunwalchen: 1773 erstmals aufgestelltes Heiliges Grab in der Pfarrkirche Traunwalchen.
- Trier: In die 1960–1962 erbaute Heilig-Kreuz-Kirche wurde die Beweinungsgruppe aus dem 17. Jahrhundert aus der benachbarten romanischen Kapelle übertragen.
- Velenice: Zwischen 1710 und 1711 wurde die Kapelle Boží hrob nahe dem nordböhmischen Ort geschaffen. Die aus dem gewachsenen Sandsteinfels herausgearbeiteten farbigen Reliefs im Innern der Kapelle zeigen den Lebens- und Leidensweg Christi.
- Villingen-Schwenningen: Das heute im Franziskanermuseum ausgestellte Heilige Grab stammt von Johann Sebastian Schilling und wurde zwischen 1750 und 1773 geschaffen. Es besteht aus sieben farbig gefassten Holztafeln mit Szenen in Lebensgröße, die ursprünglich im Villinger Münster aufgestellt waren.
- Virnsberg: Das heilige Grab wurde 1765–1770 für die Deutsch-Ordens-Schlosskapelle errichtet. Es befindet sich heute im Heilig-Grab-Museum im Schafhof 4. Sein besonderes Merkmal ist, dass das Geschehen nach Rom auf den Petersplatz und in das Pantheon verlegt wird.
- Waldshut: Das Heilige Grab im Chor der Gottesackerkapelle wurde 1683 durch den kaiserlichen Salz-Handelsmann Adam Tröndlin gestiftet und nach dem Vorbild der Kapelle von Kreuzen erbaut. Die Anlage war wie das Vorbild der Abschluss einer Kalvarienberganlage mit angeschlossener Eremitage. Das Christusbild in der Grabnachbildung ist eine Kopie des toten Christus von Hans Holbein dem Jüngeren und belegt ebenfalls den Nordwestschweizer Einfluss der Anlage.
- Wasserburg am Inn: In der Frauenkirche in Wasserburg wurde dort erstmals in der Fasten- und Osterzeit 2025 ein monumentales Heiliges Grab aufgestellt. Es stammt ursprünglich nicht aus Wasserburg, sondern aus der Klosterkirche Frauenchiemsee. Im Jahr 1977 wurde auf dem Speicher der Kirche in Frauenchiemsee eine Heilig-Grab-Kulisse von beachtlichem Zustand und Größe gefunden. Der seit 1752 auf der Fraueninsel ansässige Maler Balthasar Furthner schuf das Ensemble im Jahr 1757. Das Heilig-Grab-Ensemble ist von beachtenswerter Größe und setzt sich aus zahlreichen Kulissenteilen und -schichten zusammen. Es stellt eine von Pfeilern gestützten Bogenarchitektur dar, der weitere illusionistisch verkürzte Bögen hintereinander angehängt sind. Die Kulisse setzt sich aus zahlreichen Einzelteilen zusammen und fasst insgesamt eine beträchtliche Gesamthöhe von etwa 10 Metern, die das Heilige Grab von Frauenchiemsee zusätzlich als Besonderheit hervorheben.[35]
rfo - Regional Fernsehen Oberbayern: Ein heiliges Grab in Wasserburg am Inn, 1. April 2025, abgerufen am 12. April 2025
- Weiterdingen: Die Heiliggrabkapelle zwischen Weiterdingen und Hilzingen mit innerem Heiligen Grab und einer Altaranlage hinter Klappläden wurde 1694 errichtet.[36]

### Historismus und Jugendstil

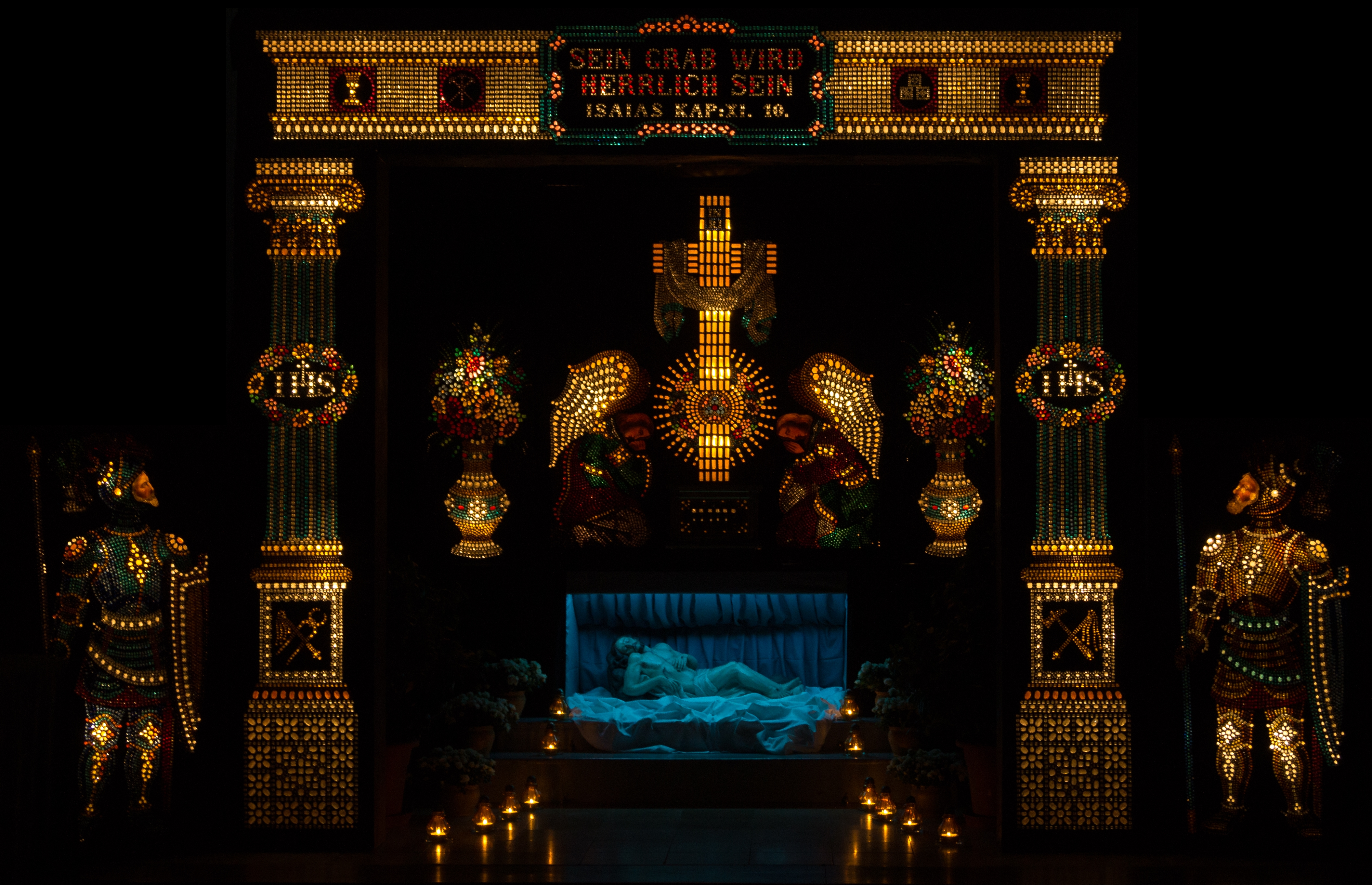
Iffeldorf: Heiliges Grab, 1895

- Erkelenz-Keyenberg: Im Hochaltar der profanierten Kirche Heilig Kreuz befindet sich unter der Altarmensa ein Heiliges Grab mit einer fast lebensgroßen Christusfigur, 1867 mit der Altarmensa errichtet.[37]
- Rommelsried: In der Heilig-Grab-Kapelle befindet sich ein Heilig-Grab-Altar aus Glasmosaiksteinen, gefertigt 1871.
- Mondsee in Oberösterreich: In der Basilika St. Michael wird seit der Wiederentdeckung 2005 ein 1889 gefertigtes Heiliges Grab aufgestellt.[38]
- Iffeldorf: Ein zweigeschossiges Heiliges Grab von 1895 aus über 27.000 Glasmosaiksteinen wird hier seit der Wiederentdeckung 2008 jedes Jahr zur Karwoche in der Pfarrkirche St. Vitus aufgebaut.
- Wegberg: Unter der Mensa des Seitenaltars im südlichen Seitenschiff befindet sich das aus Holz geschnitzte Heilige Grab. In einer aus geschichteten Steinen gebildeten Höhle liegt der Leichnam Christi auf einem Leichentuch. Während des Jahres ist das Heilige Grab durch eine Blende mit Schnitzwerk verdeckt. In der Karwoche wird diese am Karfreitag und Karsamstag entfernt und gibt den Blick frei.[39]
- Zusamzell: In der Pfarrkirche St. Nikolaus wird seit der Wiederentdeckung 2008 wieder ein Heiliges Grab aus dem Ende des 19. Jahrhunderts aus Glasmosaiksteinen aufgebaut.
- Darshofen: Das 1904 gefertigte Heilige Grab besteht aus etwa 15.000 Glasmosaiksteinen.[40]
- In Niederösterreich gibt es Heilige Gräber aus Glasmosaiksteinen in der Pfarrkirche Aspersdorf, in der Pfarrkirche Brunnkirchen (Gemeinde Krems an der Donau), in der Stadtkirche Drosendorf, in der Pfarrkirche Ernstbrunn, in der Pfarrkirche Kapelln, in der Pfarrkirche Kettlasbrunn, in der Pfarrkirche Kirchberg am Walde, in der Pfarrkirche Scheibbs (nur jedes zweite Jahr), in der Pfarrkirche Stronsdorf und in der Pfarrkirche Unterretzbach.

### Moderne
- Pulsnitz-Oberlichtenau: Das Grab Jesu wurde 2005 im Bibelgarten im Maßstab 1:1 nachgebaut. Als Vorbild diente das Grab des Joseph von Arimathäa in Jerusalem.[41]

### Weitere Beispiele
- Aschaffenburg: Heiliges Grab in der Stiftskirche St. Peter und Alexander in der Heiliggrabkapelle (hier auch die Heiliggrabnische).[42]
- Röhrmoos: Das als Grotte gestaltete Heilige Grab in der Hofmarkkirche Heiliges Kreuz in Schönbrunn (Landkreis Dachau) befindet sich in einem der nördlichen Nebenräume.

## Heilige Gräber im Rahmen der Liturgie
In vielen Kirchen besteht die Tradition, nach der Feier der Karfreitagsliturgie die Figur des verstorbenen Herrn zur Verehrung durch die Gläubigen am Karsamstag in das Heilige Grab zu legen.

### Darstellungen

Die Heiliggrabszene zu Ostern
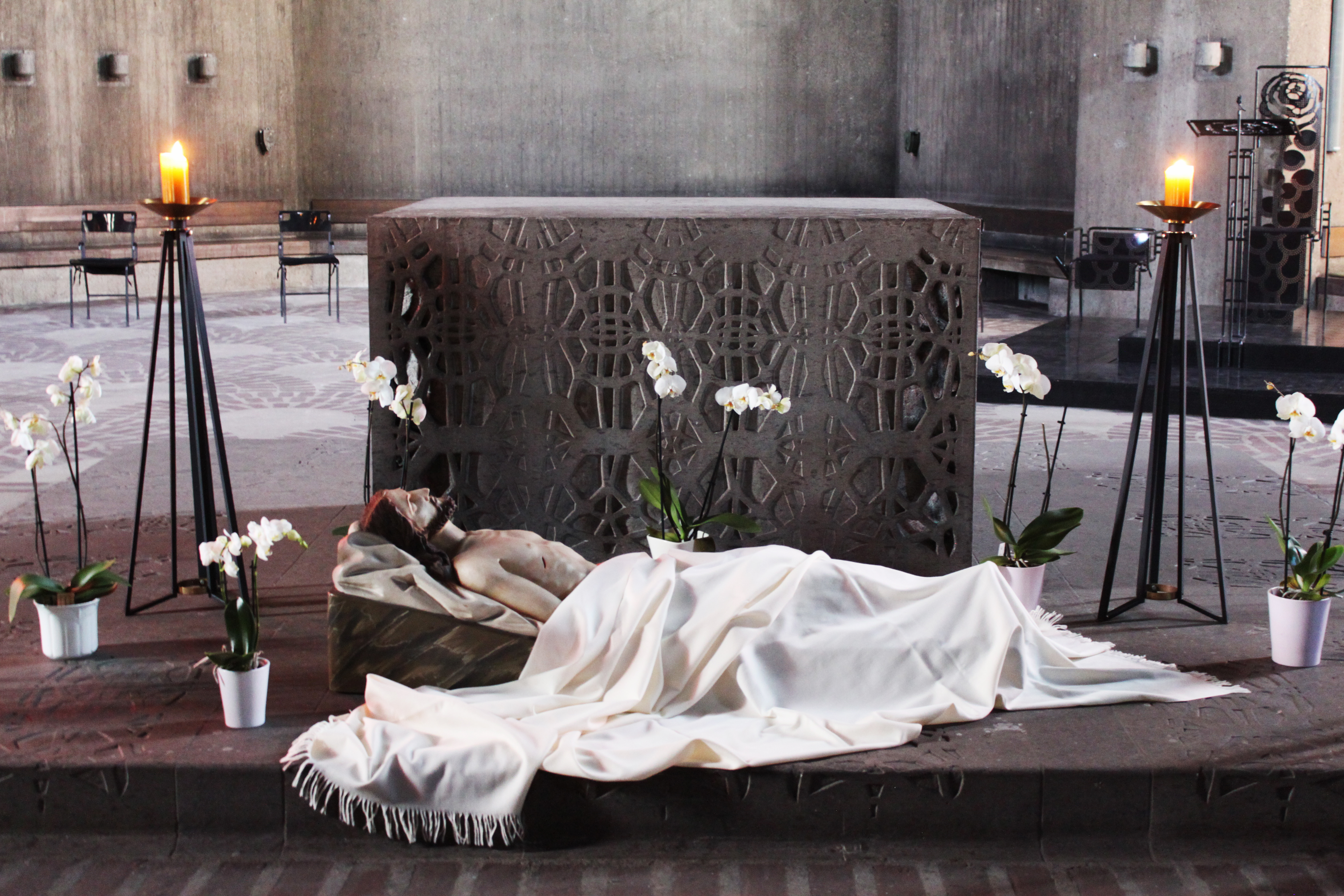
Darstellung des Leichnams Christi nach der Karfreitagsliturgie im Mariendom Neviges.
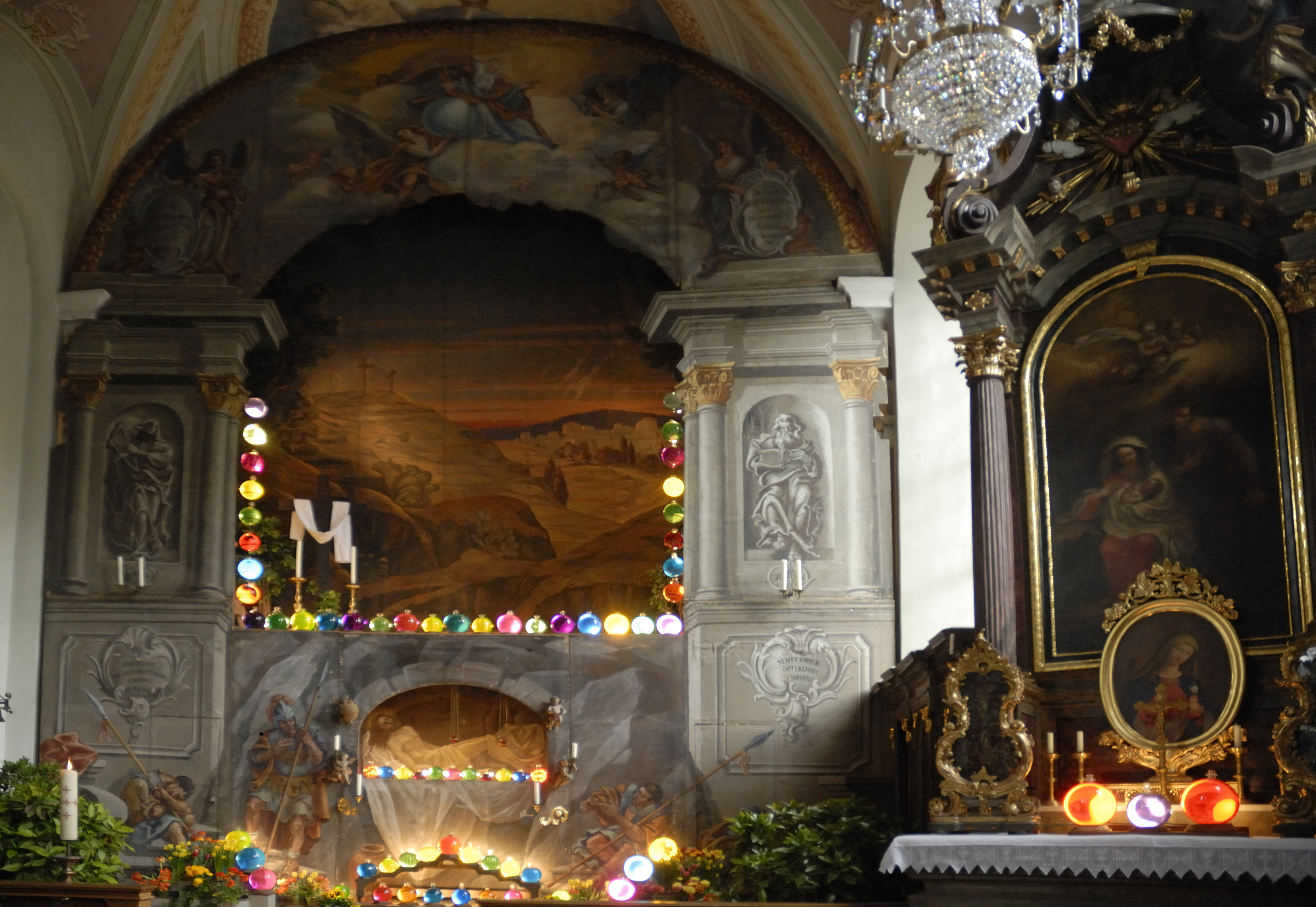
Das Heilige Grab in der alten Pfarrkirche in Wattens im Tirol.
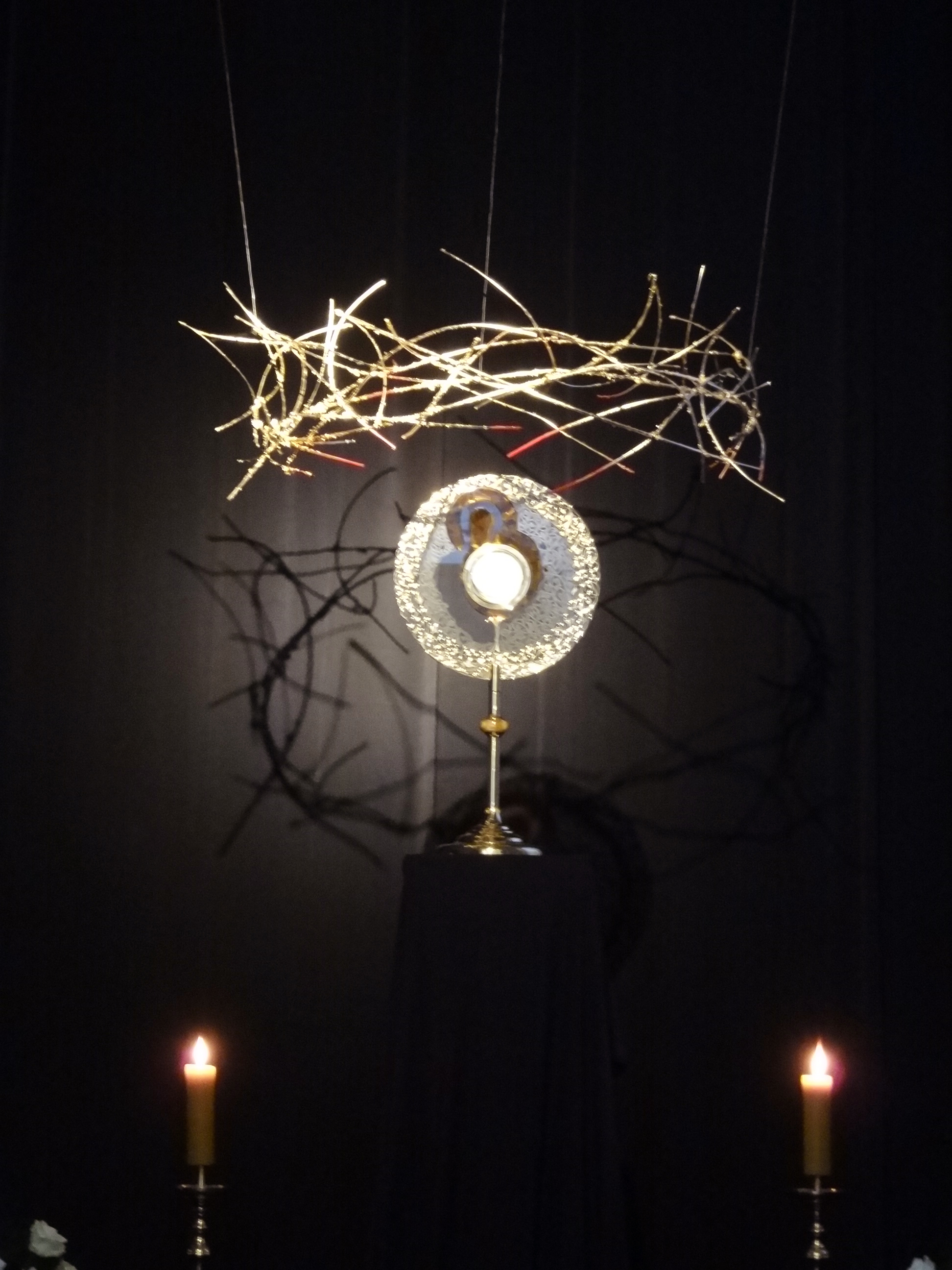
Das Heilige Grab am Karsamstag in der Heilig-Geist-Kirche in Warschau.
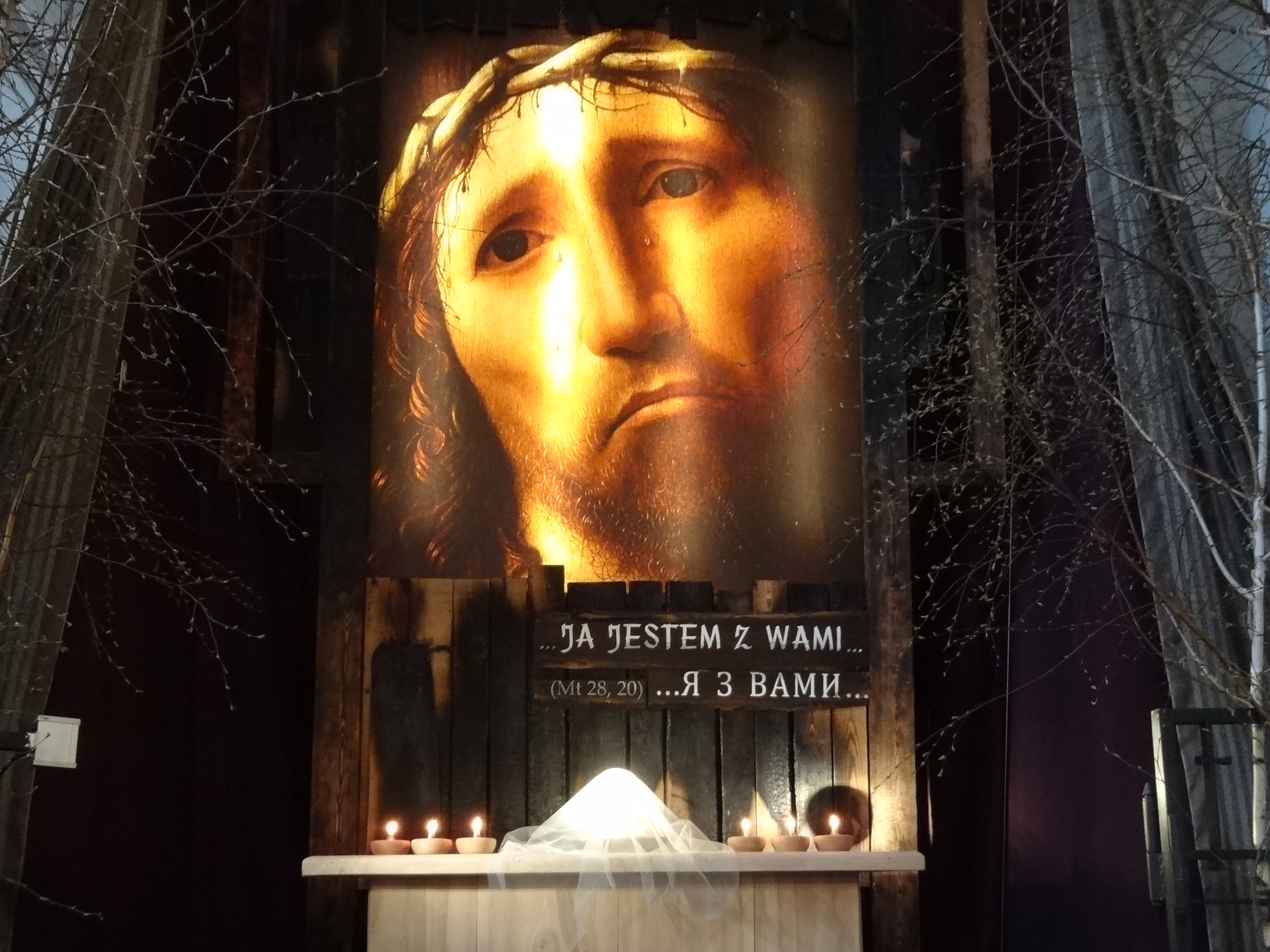
Das Heilige Grab in der Martinskirche in Warschau aus 2022 mit einem Bibelzitat auf Polnisch und Ukrainisch als Reaktion auf den russischen Überfall auf die Ukraine, an die ukrainischen Flüchtlinge gerichtet.
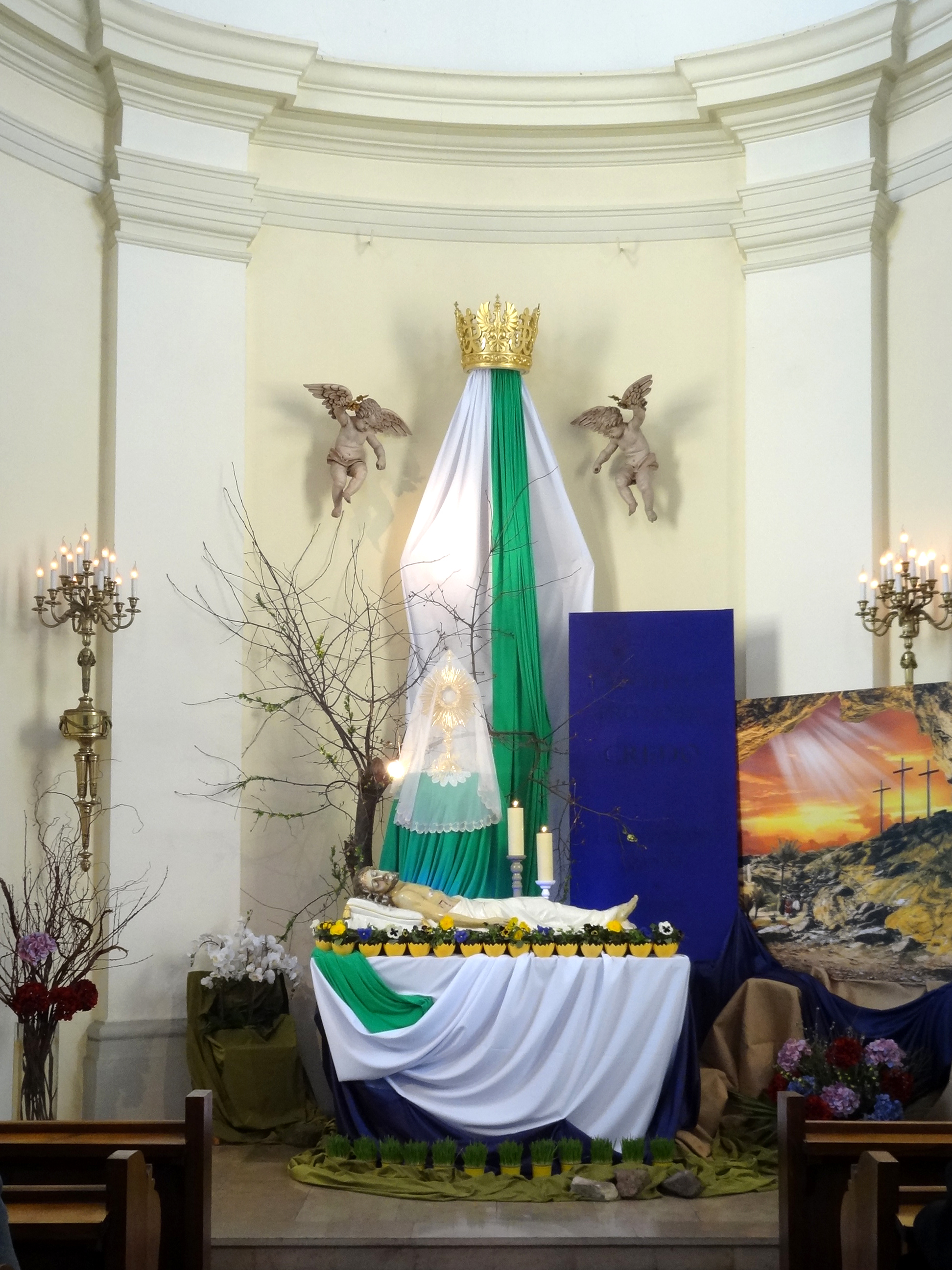
Das Heilige Grab in der Bennokirche in Warschau.